# Cách mạng Tân Hợi
Cách mạng Tân Hợi (tiếng Trung: 辛亥革命; bính âm: Xīnhài Gémìng) còn được gọi là Cách mạng Trung Quốc hay Cách mạng năm 1911 là cuộc cách mạng dân tộc dân chủ nhân dân ở Trung Quốc do những người trí thức cấp tiến ở trong giai cấp tư sản và tiểu tư sản Trung Quốc lãnh đạo với tuyệt đại đa số là người Hán nhằm lật đổ triều đại Mãn Thanh. Sau cuộc cách mạng, chế độ quân chủ chuyên chế tồn tại hàng nghìn năm ở Trung Quốc đã kết thúc, mở đường cho chủ nghĩa tư bản và chủ nghĩa tự do phát triển mạnh mẽ ở đây, có ảnh hưởng nhất định đối với cuộc đấu tranh giải phóng dân tộc ở một số nước Châu Á  khác. Cuộc cách mạng này có tên là Cách mạng Tân Hợi (Hsin-hai) vì nó xảy ra năm 1911, năm Tân Hợi (辛亥) theo hệ thống Can Chi âm lịch trong văn hóa Trung Quốc.
Cách mạng gồm nhiều cuộc nổi dậy và khởi nghĩa nối tiếp nhau mà bước ngoặt là cuộc Khởi nghĩa Vũ Xương ngày 10 tháng 10 năm 1911. Cuộc khởi nghĩa này là kết quả của việc đàn áp Phong trào Bảo vệ Đường sắt (保路運動). Cuộc cách mạng kết thúc khi Hoàng đế cuối cùng của Nhà Thanh Phổ Nghi thoái vị, đánh dấu sự kết thúc 2,000 năm tồn tại của các triều đại quân chủ tại đế quốc Trung Hoa và bắt đầu thời kỳ Cộng hoà cho đến nay.
Cuộc cách mạng phát sinh chủ yếu là phản ứng đối với sự suy tàn của nhà Thanh mà ở trong mắt người dân Hán tộc đương thời chỉ là quân ngoại tộc đô hộ nước họ và là triều đại do người "man di" thành lập ra, vốn đã tỏ ra "bất lực" trong nỗ lực hiện đại hóa Trung Quốc và chống lại sự xâm lược của các nước phương Tây. Những lực lượng phản Thanh hoạt động bí mật, với sự hỗ trợ từ những nhà cách mạng lưu vong, đã cố gắng lật đổ nhà Thanh. Cuộc nội chiến ngắn sau đó kết thúc thông qua một thỏa hiệp chính trị giữa Viên Thế Khải, trọng thần của triều đình nhà Thanh và Tôn Dật Tiên, lãnh đạo Đồng Minh Hội. Sau khi triều đình nhà Thanh trao quyền lực cho nền Cộng hòa mới thành lập, Chính phủ Liên hiệp Lâm thời được thành lập cùng với Quốc dân Đại hội. Tuy nhiên, Viên Thế Khải đã thâu tóm quyền lực chính trị của chính phủ quốc gia mới ở Thủ đô Bắc Kinh và lên ngôi hoàng đế; sau đó là ông buộc phải thoái vị ngay do áp lực bị các thế lực quân phiệt và tuyệt đại đa số nhân dân phản đối lớn. Điều này dẫn đến nhiều thập kỷ tranh giành quyền lực, chủ nghĩa quân phiệt và phục vị bảo hoàng.
Trung Hoa Dân Quốc ở đảo Đài Loan và Cộng hòa Nhân dân Trung Hoa ở Trung Quốc đại lục đều tự coi mình như là những người kế thừa hợp pháp từ cuộc Cách mạng Tân Hợi và tôn vinh những lý tưởng của cuộc cách mạng trong đó có chủ nghĩa dân tộc, chủ nghĩa cộng hòa, hiện đại hóa Trung Quốc và đoàn kết dân tộc. Ngày 10 tháng 10 được kỷ niệm tại Đài Loan là Ngày Song Thập, ngày quốc khánh của Trung Hoa Dân Quốc. Tại Trung Quốc đại lục, Hồng Kông và Ma Cao (Cộng hòa Nhân dân Trung Hoa), ngày này được tổ chức là Lễ kỷ niệm Cách mạng Tân Hợi.

## Bối cảnh
Sau thất bại đầu tiên trước phương Tây trong Chiến tranh Nha phiến lần thứ nhất năm 1842, triều đình nhà Thanh đã nỗ lực ngăn chặn sự xâm phạm của người nước ngoài vào Trung Quốc. Những nỗ lực cải cách và điều chỉnh miễn cưỡng sự quản lý truyền thống đã bị triều đình cực bảo thủ ngăn chặn, vốn không muốn có quá nhiều quyền lực bị thay đổi. Sau thất bại Chiến tranh Nha phiến lần thứ hai năm 1860, nhà Thanh đã cố gắng hiện đại hóa bằng cách áp dụng một số công nghệ phương Tây thông qua Phong trào Tự cường (洋務運動) từ năm 1861. Trong các cuộc chiến chống Thái Bình Thiên Quốc (1851–64), Niệp (1851–68),  Vân Nam (1856–68) và Tây Bắc (1862–77), quân đội đế quốc truyền thống tỏ ra thiếu khả năng và triều đình đã dựa vào quân đội địa phương. Năm 1895, Trung Quốc phải chịu một thất bại khác trong Chiến tranh Thanh-Nhật. Điều này chứng tỏ rằng xã hội phong kiến truyền thống Trung Quốc cũng cần phải được hiện đại hóa nếu những tiến bộ công nghệ và thương mại thành công.
Năm 1898 vua Quang Tự được các nhà cải cách lúc đó như Khang Hữu Vi và Lương Khải Siêu cho một cuộc cải cách mạnh mẽ trong giáo dục, quân sự và kinh tế theo Bách nhật duy tân. Cuộc cải cách đột ngột bị ngăn chặn bởi phe bảo thủ do Từ Hi Thái hậu lãnh đạo. Vua Quang Tự, là con rối phụ thuộc vào Từ Hi, bị trục xuất khỏi cung và quản thúc tháng 6/1898. Các nhà cải cách Khang và Lương buộc phải sống lưu vong. Khi ở Canada, vào tháng 6 năm 1899, họ đã cố gắng thành lập Bảo Hoàng Hội trong nỗ lực phục vị hoàng đế. Từ Hi Thái hậu là người kiểm soát chính  nhà Thanh từ thời điểm này. Phong trào Nghĩa Hòa Đoàn thúc đẩy Liên quân bát quốc tấn công Bắc Kinh năm 1900 và sự áp đặt các hiệp ước bất bình đẳng, chia cắt hầu hết lãnh thổ, tạo ra các tô giới và đặc quyền thương mại. Dưới áp lực bên trong và bên ngoài, triều đình nhà Thanh bắt đầu áp dụng một số cải cách. Nhà Thanh quản lý để duy trì sự độc tài trong quyền lực chính trị bằng các cuộc đàn áp, thường rất tàn bạo, với tất cả các cuộc nổi loạn trong nước. Những người bất đồng chính kiến chỉ có thể hoạt động trong các đoàn thể bí mật và các tổ chức ngầm, trong các tô giới hoặc lưu vong ở nước ngoài.
Theo suy nghĩ của những người Hán đương thời (tuyệt đại đa số người Trung Quốc), thì nhà Thanh là một chính quyền do ngoại tộc (Mãn Châu) làm chủ từ năm 1644, vừa hèn yếu thối nát, vừa ngăn trở đất nước phát triển theo đường lối tư bản.

## Tổ chức Cách mạng

### Giai đoạn đầu
Có nhiều nhà cách mạng và các nhóm muốn lật đổ chính quyền nhà Thanh để tái lập chính quyền do người Hán lãnh đạo. Các tổ chức cách mạng đầu tiên được thành lập bên ngoài Trung Quốc, như Phụ Nhân Văn xã (輔仁文社) do Dương Cù Vân, thành lập tại Hồng Kông năm 1890. Văn xã gồm 15 thành viên, bao gồm Tạ Toản Thái, người đã châm biếm chính trị "Tình hình Viễn Đông", một mạn họa đầu tiên của Trung Quốc, và sau này trở thành một trong những người sáng lập cốt lõi của Bưu điện Hoa Nam Buổi sáng (南華早報).

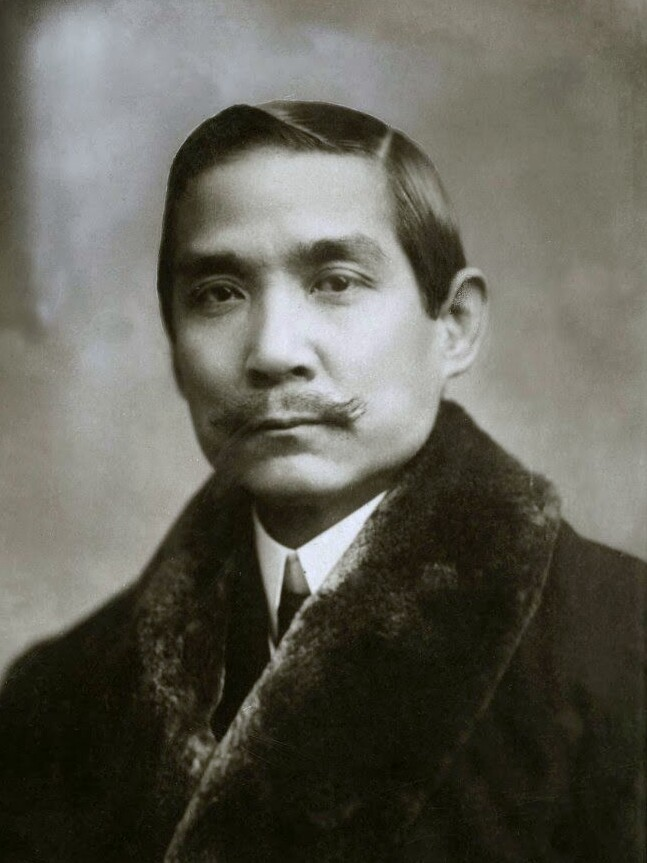
Tôn Dật Tiên tại Luân Đôn

Tôn Dật Tiên thành lập Hưng Trung Hội (興中會) tại Honolulu năm 1894 với mục đích chính là gây quỹ cho các cuộc cách mạng. Hai tổ chức đã sát nhập năm 1894.

### Các nhóm nhỏ
Hoa hưng Hội được thành lập năm 1904 với các nhân vật nổi tiếng như Hoàng Hưng, Chương Sĩ Chiêu, Trần Thiên Hoa và Tống Giáo Nhân, cùng hơn 100 người khác. Hội có khẩu hiệu là "Chiếm cứ một tỉnh, các tỉnh khác hưởng ứng"nhằm đánh đổ Mãn Thanh vốn cướp nước của người Hán từ 1644 đến lúc đó nên mục tiêu là quét sạch phong kiến quân chủ Mãn Châu để đi thành lập 1 nền Cộng hòa dân quốc Trung Hoa cho người Hán (雄踞一省，与各省纷起).
Quang phục Hội (光復會) thành lập năm 1904, tại Thượng Hải, bởi Thái Nguyên Bồi. Các nhân vật nổi tiếng gồm Chương Bỉnh Lân và Đào Thành Chương. Mặc dù tuyên bố phản Thanh, Quang phục Hội rất phê phán Tôn Dật Tiên. Một trong những nhà cách mạng nữ nổi tiếng nhất là Thu Cẩn, người đấu tranh cho quyền của phụ nữ và cũng đến từ Quang phục hội.
Ngoài ra còn có nhiều tổ chức cách mạng nhỏ khác, như Lệ Trí Học hội (勵志學會) tại Giang Tô, Công Cường hội (公強會) tại Tứ Xuyên, Ích Văn hội (益聞會) và Hán tộc Độc lập hội (漢族獨立會) tại Phúc Kiến, Dị Tri xã (易知社) tại Giang Tây, Nhạc Vương hội (岳王會) tại An Huy và Quần Trí hội (群智會/群智社) tại Quảng Châu.
Ngoài ra còn có các tổ chức vũ trang chống Mãn Châu, gồm Thanh bang (青帮) và Hồng môn Trí Công đường (致公堂). Tôn Trung Sơn đã tiếp xúc với Hồng môn, còn được gọi Thiên Địa hội.
Ca Lão hội (哥老會) là một tổ chức khác, với Chu Đức, Ngô Ngọc Chương, Lưu Chí Đan và Hạ Long. Đây là nhóm cách mạng cuối cùng phát triển thành đảng Cộng sản.

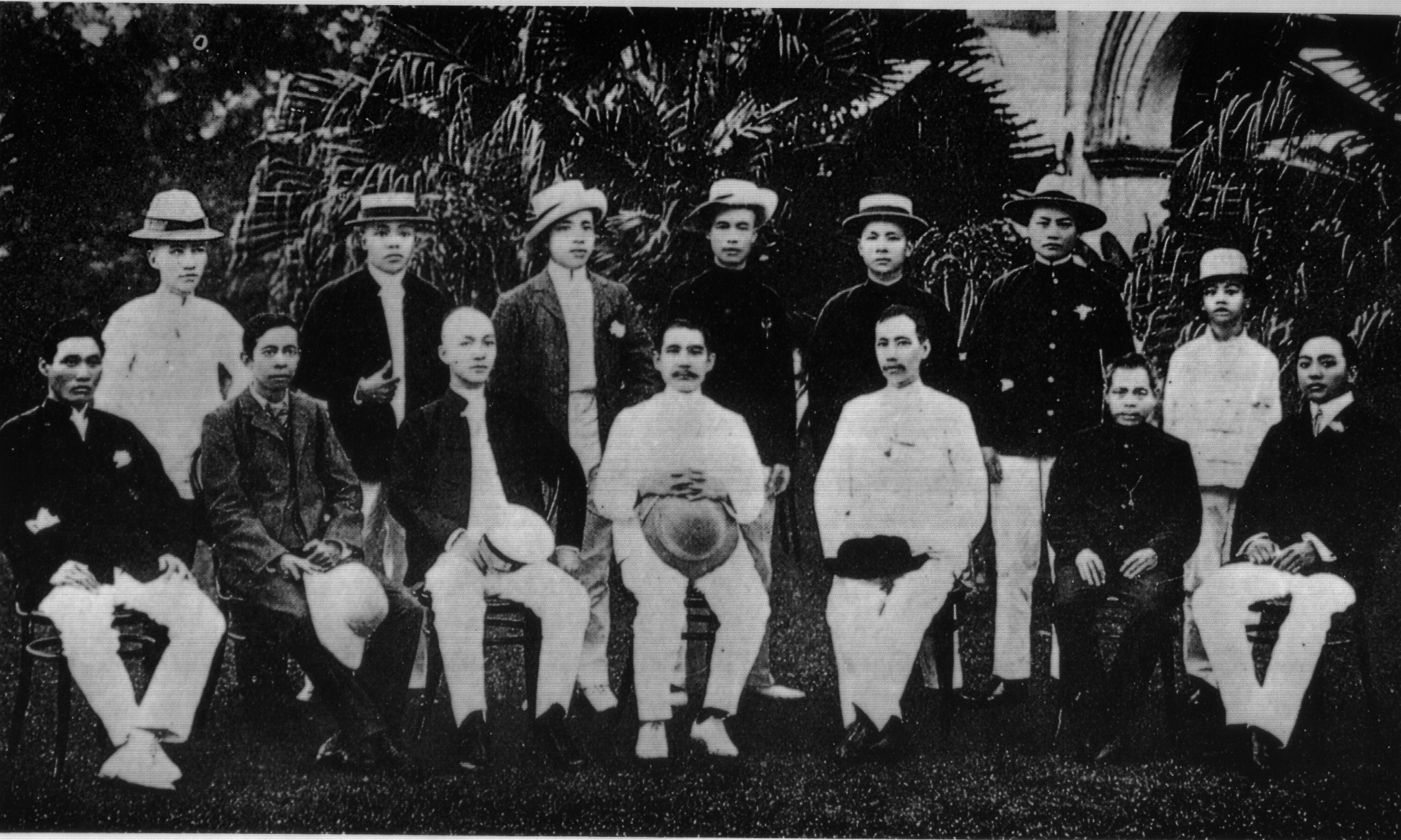
Tôn Dật Tiên với thành viên Đồng Minh hội

### Đồng Minh hội
Tôn Dật Tiên thống nhất thành công Hưng Trung Hội, Hoa hưng Hội và Quang Phục Hội vào mùa hè năm 1905, qua đó thành lập Đồng Minh Hội (同盟會) tháng 8/1905 tại Tokyo. Cương lĩnh của Hội là "Đánh đuổi giặc Thát, khôi phục Trung Hoa, lập chính phủ hợp quần". Khi thành lập Đồng Minh hội có 90% thành viên có độ tuổi từ 17 đến 26. Một số tác phẩm trong thời đại bao gồm các ấn phẩm mạn họa, như Thời sự Họa báo (時事畫報).
Theo sử liệu, thì Cách mạng Tân Hợi thành công không phải ngẫu nhiên, mà là kết quả của cuộc vận động cách mạng lâu dài và các cuộc nổi dậy trước đó, mà công đầu là Đồng Minh hội do Tôn Dật Tiên làm Tổng lý.

#### Trước Cách mạng Tân Hợi
Theo học giả Nguyễn Hiến Lê, thì trước khi Cách mạng Tân Hợi nổ ra, Tôn Dật Tiên và đảng cách mạng của ông đã tổ chức 10 cuộc khởi nghĩa chống Thanh nhưng đều bị thất bại. Điểm lược một vài vụ nổi bật:
Năm 1895, nhân lúc nhân dân cả nước căm giận nhà Thanh ký hiệp ước Mã Quan với Nhật Bản, ngày 26 tháng 10, Tôn Dật Tiên định tổ chức khởi nghĩa ở Quảng Châu. Nhưng kế hoạch bị lộ, các đồng chí của ông bị giam và bị giết hơn 70 người, ông phải trốn sang Nhật Bản, rồi qua Honolulu. Đây là cuộc khởi nghĩa lần đầu của ông.
Tháng 11 năm 1899, phong trào Nghĩa Hòa Đoàn bùng nổ, Tôn Dật Tiên cùng với các đồng chí chạy thoát vội trở về nước, tổ chức khởi nghĩa ở Quảng Châu lần thứ hai. Ông cử Trịnh Sĩ Lương đi đánh Huệ Châu (Quảng Đông), Sử Kiên Như đi ném tạc đạn giết Tổng đốc Đức Thọ. Nhưng cả hai việc đều thất bại. Sử Kiên Như tuẫn nạn và nhiều chiến sĩ cách mạng khác lại bị bắt giam và bị giết.
Ngày 18 tháng 9 năm 1905 tại Tokyo (Nhật Bản), Tôn Dật Tiên cùng Hoàng Hưng chủ trì việc hợp nhất Hưng Trung Hội với hai tổ chức cách mạng khác là Quang Phục hội và Hoa Trung hội. Kể từ đây, đảng vừa hợp nhất có tên là Trung Quốc Đồng Minh hội (gọi tắt là Đồng Minh hội), do Tôn Dật Tiên làm Tổng lý. Năm 1906, hai hội viên của Đồng Minh hội là Lưu Đạo Nhất và Thái Thiệu Nam tổ chức khởi nghĩa ở ba nơi là Bình Hương (Giang Tây), Trương Lăng  và Lưu Dương (Hồ Nam), nhưng tất cả đều thất bại.
Mùa thu năm 1907, Đồng Minh hội tổ chức khởi nghĩa ở Khâm Châu thuộc Quảng Đông (nay thuộc Quảng Tây). Chiếm được Phòng Thành, nhưng vì không có tiếp tế, phải rút vào Thập Vạn Đại Sơn. Đến mùa đông năm ấy, quân cách mạng đánh chiếm Trấn Nam Quan, Khâm Châu, Liêm Châu (nay tên là Hợp Phố thuộc Quảng Tây), Thượng Tư (Quảng Tây), nhưng rồi cùng vì không có tiếp tế nên phải rút đi.
Năm 1908, quân cách mạng cùng dân địa phương khởi nghĩa ở Hà Khẩu (Vân Nam). Sau khi đánh thắng một trận lớn, quân và dân cùng tiến lên uy hiếp Mông Tự, nhưng rồi cũng phải rút đi vì không có tiếp tế. Mùa thu năm ấy, chi bộ Đồng Minh hội thành lập ở Hương Cảng (Hồng Kông). Năm 1910, tổ chức này cho người vận động lực lượng tân binh ở Quảng Đông nổi dậy, nhưng bị đàn áp ngay.
Tháng 4 năm 1911, Đồng Minh hội chọn 500 cảm tử quân, hợp với quân địa phương, đánh vào dinh Tổng đốc Quảng Châu. Cuộc đột kích này do Hoàng Hưng và Triệu Thanh chỉ huy, nổ ra ngày 27 tháng 4 năm 1911 (tức ngày 29 tháng 3 năm Tân Hợi). Tuy nhiên, do quân cảm tử và khí giới không đến cùng một lượt, và còn do bị lộ, nên số quân đánh vào dinh Tổng đốc phải tuẫn nạn nhiều. Sau tìm được 72 thi hài đem hợp táng tại Hoàng Hoa Cương ở Quảng Châu, và được người đời gọi là Thất thập nhị liệt sĩ . Đây là lần khởi nghĩa thứ 10 do Đồng Minh hội tổ chức, trước khi nổ ra cuộc khởi nghĩa tự phát ở Vũ Xương.
Cũng trong khoảng thời gian này, việc nhà Thanh trao quyền kinh doanh đường sắt Việt-Hán và Xuyên Hán cho Mỹ đã gây thêm một làn sóng căm phẫn trong nhân dân Trung Quốc. Khắp nơi, nổi lên phong trào đòi tẩy chay hàng Mỹ, đòi chính phủ xóa bỏ điều ước đã ký với Mỹ. Thấy người dân chống đối quá, Mỹ đồng ý xóa điều ước với điều kiện Thanh đình phải bồi thường 6. 750.000 đô la. Vừa sợ đế quốc, vừa sợ nhân dân, Thanh đình sai Tổng đốc Lưỡng Hồ là Trương Chi Động vay tiền của Anh để bồi thường cho Mỹ.
Đến ngày 9 tháng 5 năm 1911, Thanh đình ra sắc lệnh "Quốc hữu hóa đường sắt" nhưng thực chất là trao quyền kinh doanh cho bốn nước là Anh, Mỹ, Pháp và Đức. Lập tức lần lượt ở Hồ Nam, Hồ Bắc, Quảng Châu, Tứ Xuyên...nhân dân nổi lên chống đối vì họ cho rằng Thanh đình đã bán rẻ quyền lợi dân tộc. Thanh đình bèn ra lệnh trấn áp phong trào quyết liệt, cấm báo chí đưa tin, cấm bãi thị, bãi khóa, diễn thuyết và cho giải tán các hội đồng bảo vệ đường sắt...Tuy nhiên, bất chấp lệnh trên, bất chấp cả những lời lẽ can ngăn của phái quân chủ "lập hiến", phong trào chống đối vẫn lên cao, nhất là ở Tứ Xuyên.
Ngày 7 tháng 9 năm 1911, Tổng đốc Tứ Xuyên là Triệu Nhĩ Phong phái người đến mời các thủ lĩnh trong hội bảo vệ đường sắt đến dinh thương lượng, nhưng sau đó cho lính bắt tất cả. 
Thấy điều bạo ngược, hàng vạn người dân Thành Đô (tỉnh lỵ của tỉnh Tứ Xuyên) kéo đến dinh Tổng đốc đòi thả người, nhưng bị Triệu Nhĩ Phong ra lệnh nổ súng làm chết 32 người và làm bị thương nhiều người khác.
Căm phẫn tột độ, phong trào bãi khóa, bãi thị lan rộng ra toàn tỉnh Tứ Xuyên, về sau phát triển mạnh thành cuộc khởi nghĩa Thành Đô, buộc triều Thanh phải đem quân từ Hồ Bắc về trấn áp.

### Tổ chức khác
Tháng 2/1906 Nhật Tri hội (日知會) cũng gồm nhiều nhà cách mạng, như Tôn Vũ (孫武), Trương Hán Kiệt, Hà Quý Đạt và Chu Tử Long. Những người tham gia hội sau đó trở thành nòng cốt thành lập Đồng Minh hội tại Hồ Bắc.
Trong tháng 7/1907 một số thành viên của Đồng Minh hội ở Tokyo đã ủng hộ một cuộc cách mạng ở khu vực sông Dương Tử. Lưu Quỹ Nhất (劉揆一), Tiêu Đạt Phong (焦達峰), Trương Bá Tường (張伯祥) và Tôn Vũ (孫武) thành lập Cộng Tiến hội (共進會). Trong tháng 1/1911, tổ chức cách mạng Chấn Vũ học xã (振武學社) đổi tên thành Văn học xã (文學社). Tưởng Dực Võ (蔣翊武) được chọn làm lãnh đạo. Hai tổ chức này sau đó đóng góp vai trò quan trọng trong Cách mạng Vũ Xương.
Nhiều nhà cách mạng trẻ đã thông qua chương trình cấp tiến vô chính phủ. Tại Tokyo Lưu Sư Bồi (劉師培) đề xuất lật đổ chính quyền người Mãn và quay lại giá trị chính thống Trung Quốc. Tại Paris Lưu Sư Bồi, Ngô Trĩ Huy và Trương Nhân Kiệt tán thành với  Tôn Vũ về sự cần thiết cách mạng và gia nhập Đồng Minh hội, nhưng lập luận rằng một sự thay thế chính trị của một chính phủ bằng một chính phủ khác sẽ không tiến bộ;cách mạng trong gia đình, giới tính và xã hội sẽ loại bỏ giá trị của chính quyền và sự áp bức. Trương Kế một người vô chính phủ cho rằng phương tiện cách mạng là bảo vệ ám sát và khủng bố, nhưng những người khác khẳng định rằng chỉ có giáo dục là chính đáng. Những người vô chính phủ quan trọng bao gồm Thái Nguyên Bồi, Uông Tinh Vệ và Trương Nhân Kiệt, là những người hỗ trợ tài chính cho Tôn Vũ. Nhiều người trong số những người vô chính phủ này sau đó sẽ đảm nhận các vị trí cao trong Quốc Dân Đảng (KMT).

### Tầm nhìn
Nhiều nhà cách mạng đẩy mạnh quan điểm phản Thanh/chống-Mãn và nhắc lại truyền thống lịch sử những cuộc chiến chống Mãn Châu với người Hán trong thời nhà Minh (1368–1644). Chủ đạo giới trí thức bị ảnh hưởng bởi những cuốn sách có từ thời cuối nhà Minh, triều đại cuối cùng của người Hán. Năm 1904, Tôn Dật Tiên tuyên bố mục tiêu tổ chức là "đánh đuổi giặc Thát, khôi phục Trung Hoa, thành lập Dân quốc, bình đẳng ruộng đất." (驅除韃虜, 恢復中華, 創立民國, 平均地權). Nhiều tổ chức ngầm thúc đẩy ý tưởng "Phản Thanh phục Minh" (反清復明) đã có từ những ngày Thái bình Thiên quốc. Những người khác như Chương Bỉnh Lân, hỗ trợ con đường "hưng Hán diệt Hồ" (興漢滅胡) và "chủ nghĩa bài Mãn" (排滿主義).

## Giai cấp và tổ chức
Cuộc cách mạng Tân Hợi được nhiều nhóm ủng hộ, bao gồm cả sinh viên và trí thức từ nước ngoài trở về, cũng như những người tham gia các tổ chức cách mạng, ở hải ngoại, binh lính của Tân quân, quý tộc địa phương, nông dân và những người khác.

### Hải ngoại
Hỗ trợ từ Hoa kiều trong Cách mạng Tân Hợi là hết sức quan trọng. Năm 1894, Hưng Trung hội tổ chức cuộc họp tại nhà của một Hoa kiều. Hoa kiều tham gia hỗ trợ và tích cực tài trợ cho các hoạt động cách mạng, đặc biệt là người Hoa ở Đông Nam Á đặc biệt ở Malaya. Nhiều nhóm sau được Tôn Dật Tiên tổ chức lại, người được gọi "cha đẻ Cách mạng Trung Quốc".

### Trí thức mới xuất hiện
Năm 1906, sau khi bãi bỏ chế độ khoa cử phong kiến, chính quyền nhà Thanh cho thành lập nhiều trường học mới và khuyến khích sinh viên đi du học. Nhiều thanh niên đã theo học các trường mới thành lập hoặc đi du học ở nước ngoài như Nhật Bản. Một lớp trí thức mới xuất hiện từ những học sinh đó, những người đã đóng góp rất nhiều cho Cách mạng Tân Hợi. Bên cạnh Tôn Trung Sơn, các nhân vật chủ chốt trong cuộc cách mạng như Hoàng Hưng, Tống Giáo Nhân, Hồ Hán Dân, Liệu Trọng Khải, Chu Chấp Tín và Uông Tinh Vệ, tất cả đều là du học sinh ở Nhật Bản. Một số trí thức trẻ như Trâu Dung, được biết tới là người viết Cách mạng quân, trong đó ông nói về sự hủy diệt của Mãn Châu trong 260 năm bị áp bức, đau khổ, tàn ác, chuyên chế và biến con cháu Hoàng đế trở thành George Washington.
Trước năm 1908, các nhà cách mạng tập trung vào việc sắp xếp các tổ chức để chuẩn bị cho các cuộc nổi dậy mà các tổ chức sẽ phát động; do đó, các tổ chức sẽ được cung cấp hầu hết nhân lực cần thiết cho việc lật đổ nhà Thanh. Sau Cách mạng Tân Hợi, Tôn Trung Sơn nhớ lại những ngày tuyển dụng hỗ trợ cho cách mạng và nói: "Các nhà văn chuyên tâm vào việc tìm kiếm danh vọng và lợi nhuận, vì vậy họ chỉ được coi là thứ yếu. Ngược lại, các tổ chức như Thiên Địa hội đã có thể gieo rắc rộng rãi những ý tưởng phản Thanh phục Minh."

### Thượng lưu và tư sản

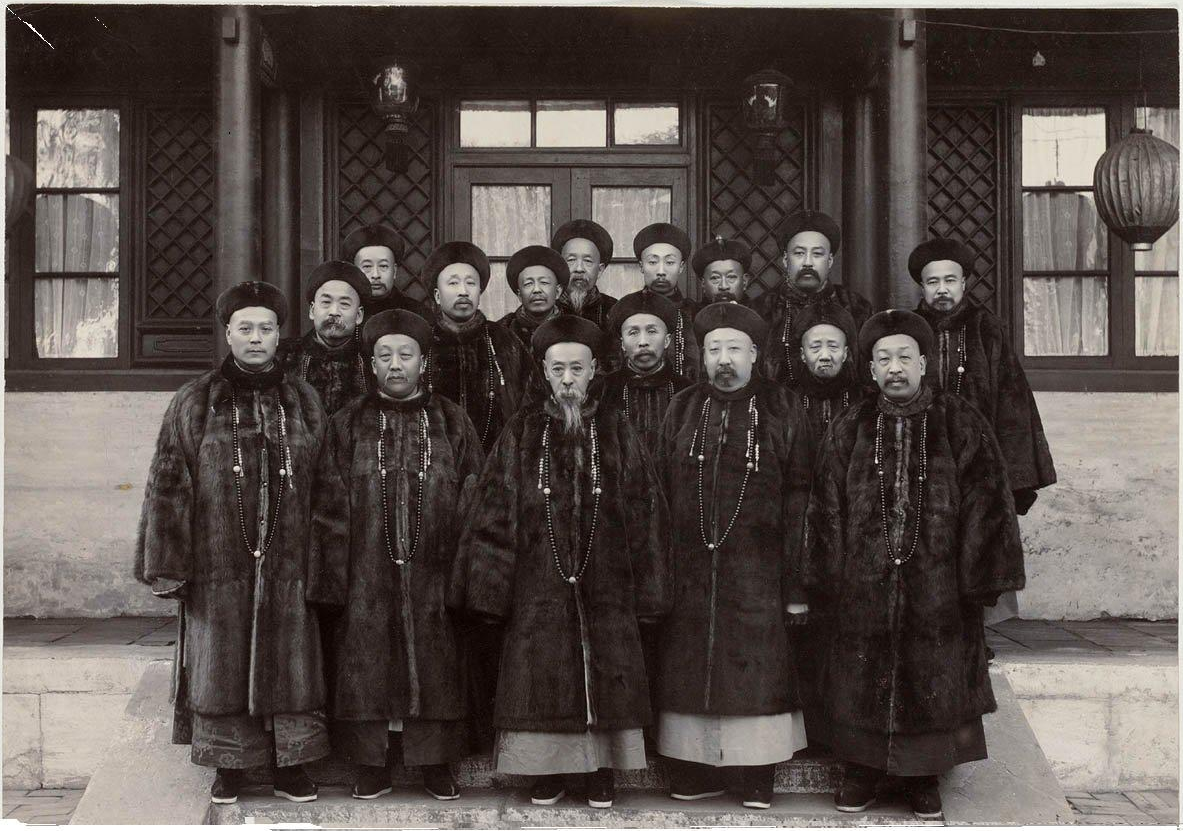
Hòa Thạc Khánh Thân vương với các thành viên trong nội các hoàng gia

Quyền lực giới thượng lưu ở địa phương trở nên rõ ràng. Từ tháng 12 năm 1908, chính quyền nhà Thanh đã tạo ra một số bộ máy cho phép các thượng lưu và tư sản tham gia chính trị. Những người trung lưu này ban đầu là những người ủng hộ chủ nghĩa hợp hiến. Tuy nhiên, họ trở nên bất mãn khi chính quyền nhà Thanh tạo ra nội các do Hòa Thạc Khánh Thân vương làm Tổng lý. Đến năm 1911, nội các thí điểm gồm 13 thành viên, trong đó có chín người Mãn được lựa chọn từ hoàng gia.

### Người ngoại quốc
Bên cạnh người Trung Quốc và Hoa kiều, một số người cũng ủng hộ và tham gia Cách mạng Tân Hợi là người nước ngoài; Trong số đó, người Nhật là nhóm tích cực nhất. Một số người Nhật thậm chí đã trở thành thành viên của Đồng Minh hội. Miyazaki Touten là người Nhật hỗ trợ thân thiết nhất; một số khác như Heiyama Shu, Ryōhei Uchida. Homer Lea một người Mỹ, người trở thành cố vấn nước ngoài thân thiết của Tôn Trung Sơn vào năm 1910, đã ủng hộ tham vọng quân sự của Tôn Trung Sơn.
Lính Anh Rowland J. Mulkern cũng tham gia cách mạng. Một số người nước ngoài, như nhà thám hiểm người Anh Arthur de Carle Sowerby, đã dẫn đầu các cuộc thám hiểm để giải cứu các nhà truyền giáo nước ngoài vào năm 1911 và 1912.
Tổ chức cánh cực hữu theo chủ nghĩa dân tộc cực đoan Nhật Hắc Long hội (黑龍會) cũng hỗ trợ các hoạt động của Tôn Trung Sơn chống lại Mãn Châu, họ tin rằng việc lật đổ nhà Thanh sẽ giúp người Nhật chiếm lấy vùng Mãn Châu và người Hán sẽ không phản đối việc này. Toyama tin rằng người Nhật có thể dễ dàng chiếm Mãn Châu, Tôn Trung Sơn cùng các nhà cách mạng phản Thanh khác sẽ không kháng cự đồng thời giúp người Nhật tiếp quản và mở rộng buôn bán thuốc phiện ở Trung Quốc trong khi nhà Thanh đang cố gắng tiêu diệt buôn bán thuốc phiện. Hắc Long hội ủng hộ nhà cách mạng Tôn Trung Sơn và chống Mãn Châu cho đến khi nhà Thanh sụp đổ. Tổ chức cánh cực hữu theo chủ nghĩa dân tộc cực đoan Huyền Dương xã (玄洋社) lãnh đạo bởi Tōyama Mitsuru hỗ trợ bài Mãn, phản Thanh bao gồm các hoạt động do Tôn Trung Sơn tổ chức và ủng hộ Nhật Bản tiếp quản Mãn Châu. Đồng Minh hội phản Thanh được thành lập và có trụ sở tại Nhật Bản, nơi tập trung nhiều nhà cách mạng chống Thanh.
Người Nhật đã cố gắng hợp nhất các nhóm chống Mãn được lập ra từ người Hán để đánh bại nhà Thanh. Người Nhật là những người đã giúp Tôn Trung Sơn hợp nhất tất cả các nhóm cách mạng chống Thanh, chống Mãn cùng nhau và có những người Nhật như Tōten Miyazaki trong liên minh cách mạng chống Mãn Châu. Hắc Long hội tổ chức cho Đồng Minh hội cuộc họp đầu tiên. Hắc Long hội có mối quan hệ rất mật thiết với Tôn Trung Sơn và thúc đẩy chủ nghĩa châu Á và Tôn nhiều khi tự biến mình thành người Nhật và họ đã có mối liên hệ với Tôn trong một thời gian dài. Các nhóm Nhật Bản như Hắc Long hội có tác động lớn đến Tôn Trung Sơn. Theo sử gia quân sự Mỹ, sĩ quan quân đội Nhật là một phần của Hắc Long hội. Yakuza và Hắc Long hội đã giúp sắp xếp tại Tokyo để Tôn Trung Sơn tổ chức các cuộc họp đầu tiên, và hy vọng sẽ tràn ngập Trung Quốc bằng thuốc phiện và lật đổ nhà Thanh và đánh lừa người Trung Quốc lật đổ nhà Thanh, thực tế vì lợi ích của Nhật Bản. Sau khi cuộc cách mạng thành công, Hắc Long hội bắt đầu thâm nhập vào Trung Quốc và truyền bá thuốc phiện. Hắc Long hội được Nhật Bản cho tiếp quản Mãn Châu vào năm 1932. Tôn Trung Sơn đã lấy vợ là người Nhật, Kaoru Otsuki.

### Binh sĩ Tân quân
Tân quân được thành lập năm 1901 sau khi nhà Thanh thất bại trong Chiến tranh Thanh-Nhật. Được thành lập theo sắc lệnh của Bát kỳ. Tân quân được trang bị và huấn luyện tốt nhất. Tân quân có chất lượng cao hơn so với lực lượng cũ và thúc đẩy dần thành quân đội chính quy. Bắt đầu từ năm 1908, những người cách mạng bắt đầu kêu gọi Tân quân. Tôn Trung Sơn và các nhà cách mạng thâm nhập vào Tân quân.

## Khởi nghĩa và biến cố
Trọng tâm của các cuộc nổi dậy hầu hết được kết nối với Đồng Minh hội và Tôn Dật Tiên, bao gồm các tổ chức nhỏ. Ngoài ra một số cuộc nổi dậy cũng dính líu đến các nhón không sát nhập với Đồng Minh hội. Tôn Dật Tiên tham gia lãnh đạo khoảng 8–10 cuộc nổi dậy; tất cả đều thất bại cho đến khi nổ ra khởi nghĩa Vũ Xương.

Cờ khởi nghĩa Quảng Châu lần thứ nhất

### Khởi nghĩa Quảng Châu lần thứ nhất
Mùa xuân năm 1895, Hưng Trung hội có trụ sở tại Hồng Kông, đã lên kế hoạch cho cuộc khởi nghĩa Quảng Châu lần thứ nhất (廣州起義). Lục Hạo Đông được giao nhiệm vụ thiết kế Cờ Thanh Thiên Bạch Nhật. Ngày 26/10/1895, Dương Cù Vân, Tôn Dật Tiên lãnh đạo Trịnh Sĩ Lương và Lục Hạo Đông tới Quảng Châu, chuẩn bị đánh chiếm Quảng Châu bằng một cuộc đình công. Tuy nhiên, các chi tiết về kế hoạch đã bị rò rỉ tới chính quyền nhà Thanh. Chính quyền bắt đầu bắt giữ những nhà cách mạng, bao gồm Lục Hạo Đông, người sau đó đã bị xử tử. Cuộc nổi dậy Quảng Châu thứ nhất thất bại. Dưới áp lực của chính quyền nhà Thanh, chính phủ Hồng Kông đã cấm Tôn và Dương vào lãnh thổ trong 5 năm. Tôn Trung Sơn đi lưu vong, xúc tiến cách mạng Trung Quốc và gây quỹ ở Nhật Bản, Hoa Kỳ, Canada và Anh. Năm 1901, sau cuộc nổi dậy Huệ Châu, Dương Cù Vân bị ám sát bởi các đặc vụ nhà Thanh ở Hồng Kông. Sau khi ông qua đời, gia đình ông đã bảo vệ danh tính của ông bằng cách không ghi tên ông lên ngôi mộ của mình, chỉ là một số: 6348.

### Khởi nghĩa quân Độc lập
Năm 1901, sau khi Phong trào Nghĩa Hòa Đoàn bắt đầu, Đường Tài Thường (唐才常) và Đàm Tự Đồng của tổ chức Bất triền túc hội (不缠足会) đã tổ chức quân đội Độc lập. Khởi nghĩa quân Độc lập (自立軍起義) đã được lên kế hoạch xảy ra vào ngày 23/8/1900. Mục tiêu của họ là lật đổ Thái hậu Từ Hi để thiết lập một chế độ quân chủ lập hiến dưới thời Hoàng đế Quang Tự. Âm mưu đã bị phát hiện bởi các tướng lĩnh tại Hồ Nam và Hồ Bắc. Có khoảng 20 người bị bắt và hành quyết.

### Khởi nghĩa Huệ Châu
Ngày 8/10/1900, Tôn Dật Tiên đã phát động cuộc khởi nghĩa Huệ Châu (惠州起義). Quân đội cách mạng được lãnh đạo bởi Trịnh Sĩ Lương và ban đầu bao gồm 20,000 người, đã chiến đấu trong nửa tháng. Tuy nhiên, sau khi Thủ tướng Nhật Itō Hirobumi cấm Tôn Trung Sơn thực hiện các hoạt động cách mạng ở Đài Loan, Trịnh Sĩ Lương không còn cách nào khác là phải ra lệnh cho quân đội giải tán. Cuộc nổi dậy này do đó cũng thất bại. Lính Anh Rowland J. Mulkern tham gia khởi nghĩa này.

### Khởi nghĩa Đại Minh
Một cuộc nổi dậy rất ngắn đã xảy ra từ ngày 25 đến 28 tháng 1 năm 1903, để thành lập "Đại Minh Thuận Thiên quốc" (大明順天國). Việc này liên quan đến Tạ Toản Thái, Lý Kỷ Đường (李紀堂), Lương Mộ Quang (梁慕光) và Hồng Toàn Phúc (洪全福), những người trước đây đã tham gia vào khởi nghĩa Kim Điền trong thời kỳ Thái bình Thiên quốc.

### Khởi nghĩa Bình Lưu Lễ
Mã Phúc Ích (馬福益) và Hoa hưng Hội đã tham gia vào một cuộc nổi dậy trong ba khu vực Bình Hương, Lưu Dương và Lễ Lăng, còn gọi là "Khởi nghĩa Bình Lưu Lễ", (萍瀏醴起義) năm 1905. Sau cuộc nổi dậy thất bại, Mã Phúc Ích bị xử tử.

### Ám sát tại nhà ga Đông Chính Dương môn Bắc Kinh
Ngô Việt (吳樾) thành viên Quang Phục hội đã thực hiện một vụ ám sát tại nhà ga đường sắt phía đông Chính Dương Môn (正陽門車站) trong một cuộc tấn công vào năm quan chức nhà Thanh vào ngày 24 tháng 9 năm 1905.

### Khởi nghĩa Hoàng Cương
Khởi nghĩa Hoàng Cương (黃岡起義) nổ ra vào ngày 22 tháng 5 năm 1907, tại Triều Châu. Nhóm cách mạng, cùng với Hứa Tuyết Thu (許雪秋), Trần Dũng Ba (陳湧波) và Dư Thông Thực (余通實), đã phát động nổi dậy và chiếm được thành phố Hoàng Cương. Những người Nhật khác theo dõi bao gồm Kayano Nagachika và Ike Kōkichi. Sau khi cuộc nổi dậy bắt đầu, chính quyền nhà Thanh nhanh chóng đàn áp mạnh mẽ. Khoảng 200 nhà cách mạng đã bị giết.

### Khởi nghĩa Hồ Thất Nữ Huệ Châu
Cùng năm đó, Tôn Trung Sơn đã phái thêm nhiều nhà cách mạng đến Huệ Châu phát động "Khởi nghĩa Hồ Thất Nữ Huệ Châu" (惠州七女湖起義). Vào ngày 2 tháng 6, Đặng Tử Du (鄧子瑜) và Trần Thuần (陳純) tập hợp những người ủng hộ, và đồng thời, bắt giữ quân Thanh ở hồ, cách Huệ Châu 20 km (12 mi). Họ đã giết một số binh lính nhà Thanh và tấn công Thái Vĩ (泰尾) ngày 5/6. Quân đội nhà Thanh chạy trốn trong hỗn loạn, và các nhà cách mạng đã khai thác cơ hội, chiếm được một số thị trấn. Họ đã đánh bại quân Thanh một lần nữa ở Bát Tử Da. Nhiều tổ chức lên tiếng ủng hộ sau cuộc nổi dậy, và số lượng lực lượng cách mạng tăng lên hai trăm người ở đỉnh cao. Tuy nhiên, cuộc cách mạng cuối cùng đã thất bại.

### Khởi nghĩa An Khánh

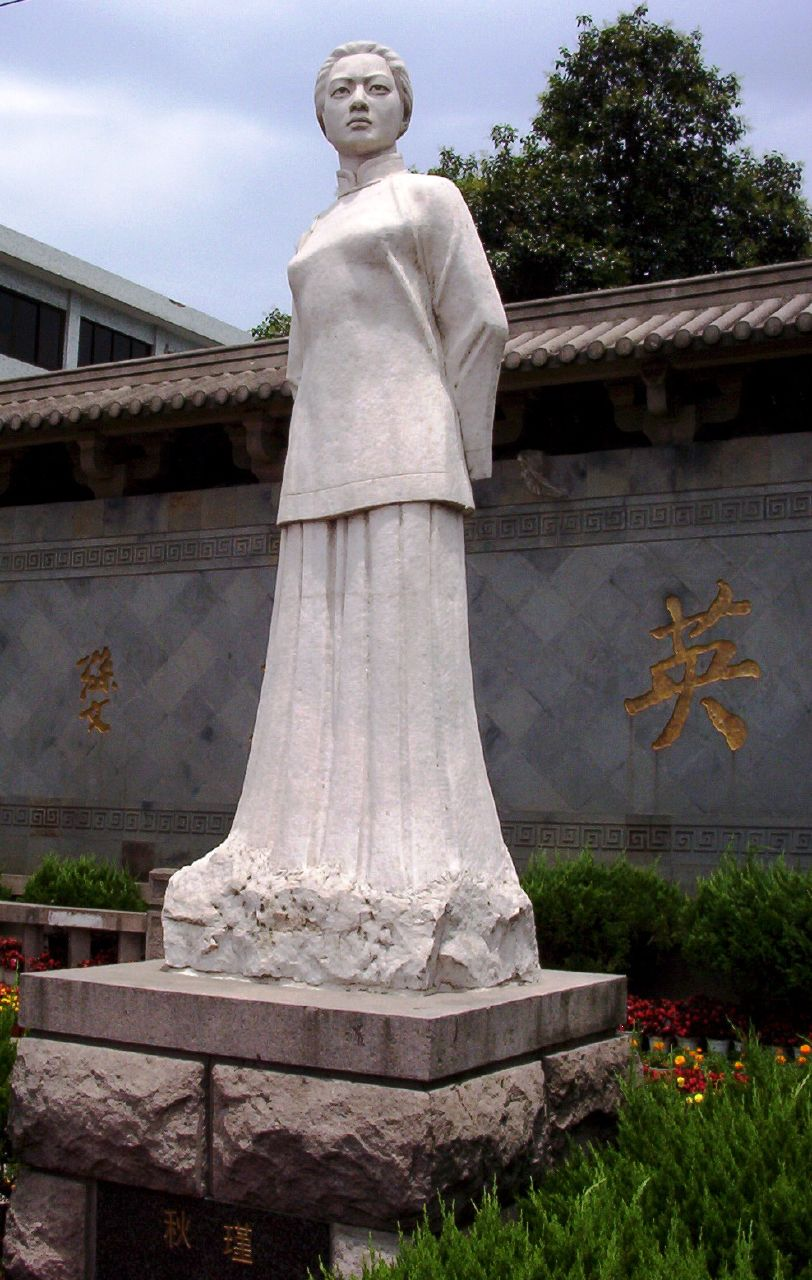
Bức tượng tôn vinh nhà cách mạng Thu Cẩn

Ngày 6/7/1907, Từ Tích Lân Quang Phục hội lãnh đạo khởi nghĩa An Khánh, An Huy, còn được gọi là Khởi nghĩa An Khánh (安慶起義). Từ Tích Lân khi ấy là giám đốc học viện tuần cảnh An Huy. Ông lãnh đạo một cuộc nổi dậy và ám sát tỉnh trưởng An Huy, Ân Minh (恩銘). Đã bị đánh bại sau bốn giờ chiến đấu. Từ bị bắt và các vệ sĩ của Ân Minh đã cắt tim và gan của ông và ăn chúng. Chị ông là Thu Cẩn cũng bị bắt và hành quyết mấy hôm sau.

### Khởi nghĩa Khâm Châu
Từ tháng 8 tới tháng 9 năm 1907, đã diễn ra Khởi nghĩa Phòng thành Khâm Châu (欽州防城起義), để phản đối việc đánh thuế nặng nề từ chính phủ. Tôn Dật Tiên đã phái Vương Hòa Thuận (王和順) đến đó để hỗ trợ quân đội cách mạng và chiếm được thành phố vào tháng Chín. Sau đó, họ đã cố gắng bao vây và chiếm giữ Khâm Châu, nhưng không thành công. Cuối cùng họ rút lui đến khu vực của Thập Vạn Đại sơn, trong khi Vương trở về Việt Nam

### Khởi nghĩa Trấn Nam quan
Ngày 1/10/1907, Khởi nghĩa Trấn Nam quan (鎮南關起事) diễn ra tại Trấn Nam quan, một phần biên giới Việt Trung. Tôn Dật Tiên cử Hoàng Minh Đường (黃明堂) để theo dõi đường đèo, được bảo vệ bởi một pháo đài. Với sự hỗ trợ của những người ủng hộ trong số những người bảo vệ pháo đài, những người cách mạng đã chiếm được tháp pháo ở Trấn Nam quan. Tôn Dật Tiên, Hoàng Hưng và Hồ Hán Dân đã đích thân đến tháp để chỉ huy trận chiến. Chính quyền nhà Thanh phái quân đội do Long Tế Quang và Lục Vinh Đình lãnh đạo để phản công, và các nhà cách mạng buộc phải rút lui vào vùng núi. Sau thất bại của cuộc nổi dậy này, Tôn buộc phải chuyển đến Singapore do quan điểm chống Tôn trong các nhóm cách mạng. Ông không trở về đại lục cho đến sau cuộc khởi nghĩa Vũ Xương.

### Khởi nghĩa Khâm Liêm
Ngày 27/3/1908, Hoàng Hưng đã phát động một cuộc tấn công, sau này được gọi là Khởi nghĩa Thượng tứ Khâm Liêm (欽廉上思起義), từ các căn cứ tại Việt Nam và tấn công các thành phố Khâm Châu và Liêm Châu ở Quảng Đông. Cuộc đấu tranh tiếp tục trong mười bốn ngày nhưng đã buộc phải chấm dứt sau khi các nhà cách mạng hết nguồn cung.

### Khởi nghĩa Hà Khẩu
Trong tháng 4/1908, một cuộc nổi dậy khác đã được phát động tại Vân Nam, Hà Khẩu, được gọi là Khởi nghĩa Hà Khẩu Vân Nam (雲南河口起義). Hoàng Minh Đường (黃明堂) đã dẫn hai trăm người từ Việt Nam và tấn công Hà Khẩu vào ngày 30 tháng Tư. Những nhà cách mạng khác tham gia bao gồm Vương Hòa Thuận (王和順) và Quan Nhân Phủ (關仁甫). Tuy nhiên, họ đã áp đảo và bị đánh bại bởi quân đội chính phủ, và cuộc nổi dậy đã thất bại.

### Khởi nghĩa Mã Pháo Doanh
Ngày 19/11/1908, Khởi nghĩa Mã Pháo Doanh (馬炮營起義) đã được phát động bởi nhóm cách mạng Nhạc Vương hội (岳王會) thành viên Hùng Thành Cơ (熊成基) tại An Huy. Nhạc Vương hội, tại thời điểm này, là một tập hợp của Đồng Minh hội. Cuộc nổi dậy này cũng thất bại.

### Khởi nghĩa Tân quân Canh Tuất
Tháng 2/1910, đã diễn ra Khởi nghĩa Tân quân Canh Tuất (庚戌新軍起義), còn được gọi là Khởi nghĩa Tân quân Quảng Châu (廣州新軍起義). Sự việc liên quan đến cuộc xung đột giữa người dân và cảnh sát địa phương chống lại Tân quân. Sau khi nhà lãnh đạo cách mạng Nghê Ánh Điển bị quân Thanh giết, những người cách mạng còn lại nhanh chóng bị đánh bại, khiến cuộc nổi dậy thất bại.

### Khởi nghĩa Quảng Châu lần thứ hai

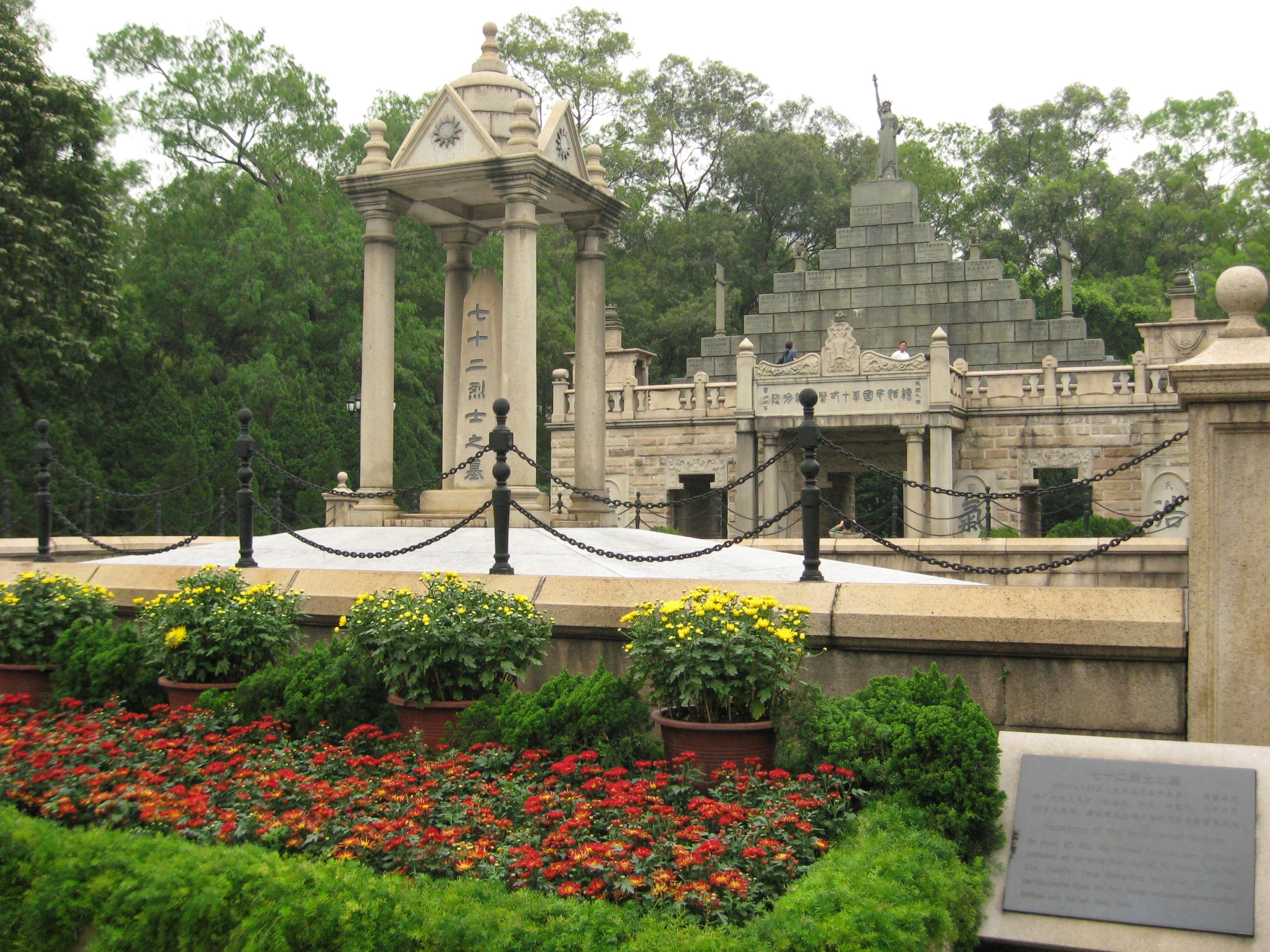
Đài tưởng niệm Thất thập nhị liệt sĩ

Ngày 27/4/1911, đã diễn ra cuộc khởi nghĩa tại Quảng Châu, còn được biết là Khởi nghĩa Quảng Châu Tân Hợi (辛亥廣州起義) hoặc Khởi nghĩa Hoàng Hoa Cương (黃花岡之役). Khởi nghĩa đã kết thúc trong thảm sát, khi 86 thi thể được tìm thấy (chỉ 72 người có thể được xác định). 72 nhà cách mạng được tưởng nhớ là liệt sĩ. Nhà cách mạng Lâm Giác Dân (林覺民) một trong 72 liệt sĩ. Vào đêm trước của trận chiến, ông đã viết huyền thoại "Thư từ biệt vợ" (與妻訣別書), sau này được coi là một kiệt tác trong văn học Trung Quốc.

### Khởi nghĩa Vũ Xương

Cờ 18 sao Thiết Huyết trong khởi nghĩa Vũ Xương

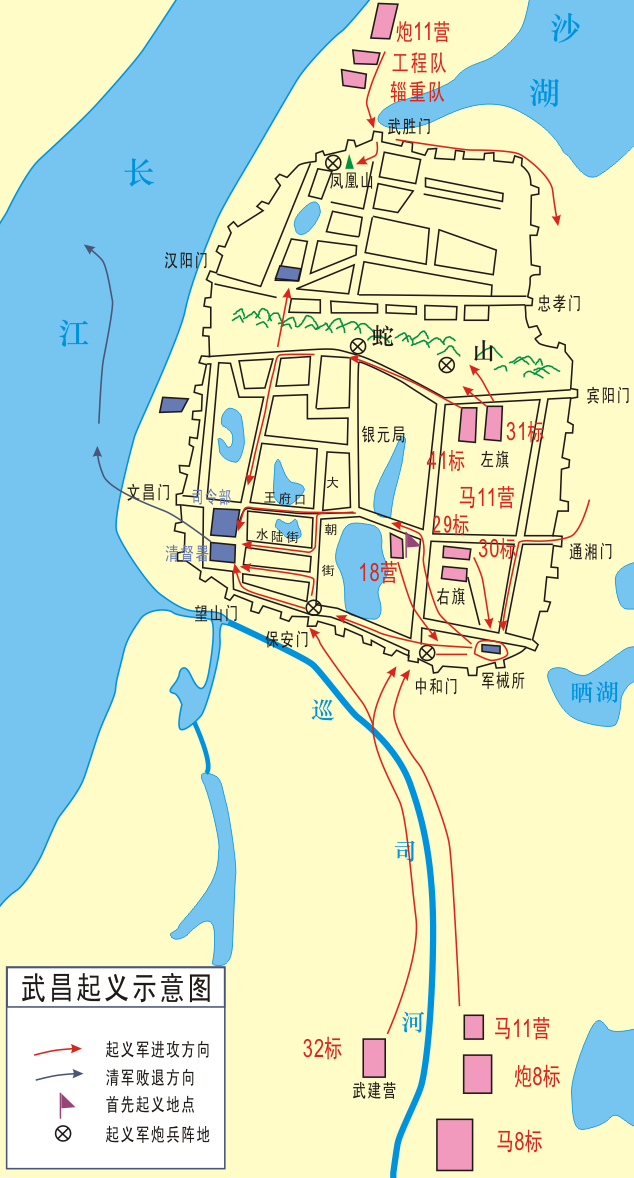
Bản đồ cuộc khởi nghĩa

Văn Học xã (文學社) và Cộng Tiến hội (共進會) là các tổ chức cách mạng tham gia vào cuộc nổi dậy mà chủ yếu bắt đầu bằng một cuộc biểu tình của Phong trào bảo vệ đường sắt. Vào cuối mùa hè, một số đơn vị Tân quân Hồ Bắc được lệnh tới Tứ Xuyên để dập tắt phong trào bảo vệ đường sắt, một cuộc biểu tình hàng loạt chống triều đình nhà Thanh bắt bớ và bàn giao đường sắt địa phương cho các cường quốc nước ngoài. Tướng Bát kỳ là Đoan Phương, người giám sát đường sắt, và Triệu Nhĩ Phong lãnh đạo Tân quân chống lại phong trào bảo vệ Đường sắt.
Lực lượng Tân quân Hồ Bắc có nguồn gốc từ quân đội truyền thống Hồ Bắc, được huấn luyện bởi Trương Chi Động. Vào ngày 24 tháng 9, Văn Học xã và Cộng Tiến hội đã triệu tập một hội nghị tại Vũ Xương, cùng với sáu mươi đại diện từ các đơn vị Tân quân ở địa phương. Trong hội nghị, họ đã thành lập căn cứ cho cuộc nổi dậy. Lãnh đạo của hai tổ chức là Tưởng Dực Võ (蔣翊武) và Tôn Vũ (孫武), được bầu làm tư lệnh và tham mưu trưởng. Ban đầu, ngày khởi nghĩa là ngày 6 tháng 10 năm 1911. Vị hoãn lại đến một vài ngày sau đó do chưa chuẩn bị đầy đủ.
Những người cách mạng có ý định lật đổ triều đại nhà Thanh đã chế tạo bom và vào ngày 9 tháng 10 một chiếc đã vô tình phát nổ. Tôn Dật Tiên không tham gia trực tiếp vào cuộc khởi nghĩa do đang di chuyển đến Mỹ vào thời điểm đó trong nỗ lực tìm thêm sự hỗ trợ từ những người Hoa kiều. Tổng đốc Hồ Quảng, Thụy Trừng (瑞澂), đã cố gắng truy tìm và bắt giữ những người cách mạng. Tiểu đội trưởng Hùng Bỉnh Khôn (熊秉坤) và những người khác quyết định không trì hoãn cuộc nổi dậy nữa và phát động cuộc nổi dậy vào ngày 10 tháng 10 năm 1911, lúc 7 giờ tối. Cuộc nổi dậy đã thành công; toàn bộ thành phố Vũ Xương đã bị những người cách mạng chiếm giữ vào sáng ngày 11 tháng 10. Tối hôm đó, họ đã thành lập một căn cứ chiến lược và tuyên bố thành lập "Phủ Đô đốc quân Hồ Bắc Chính phủ quân Trung Hoa Dân Quốc" (中華民國軍政府鄂軍都督府). Hội nghị chọn Lê Nguyên Hồng làm lãnh đạo chính quyền lâm thời. Đoan Phương và Triệu Nhĩ Phong bị giết bởi quân cách mạng.

## Khởi nghĩa ở các tỉnh

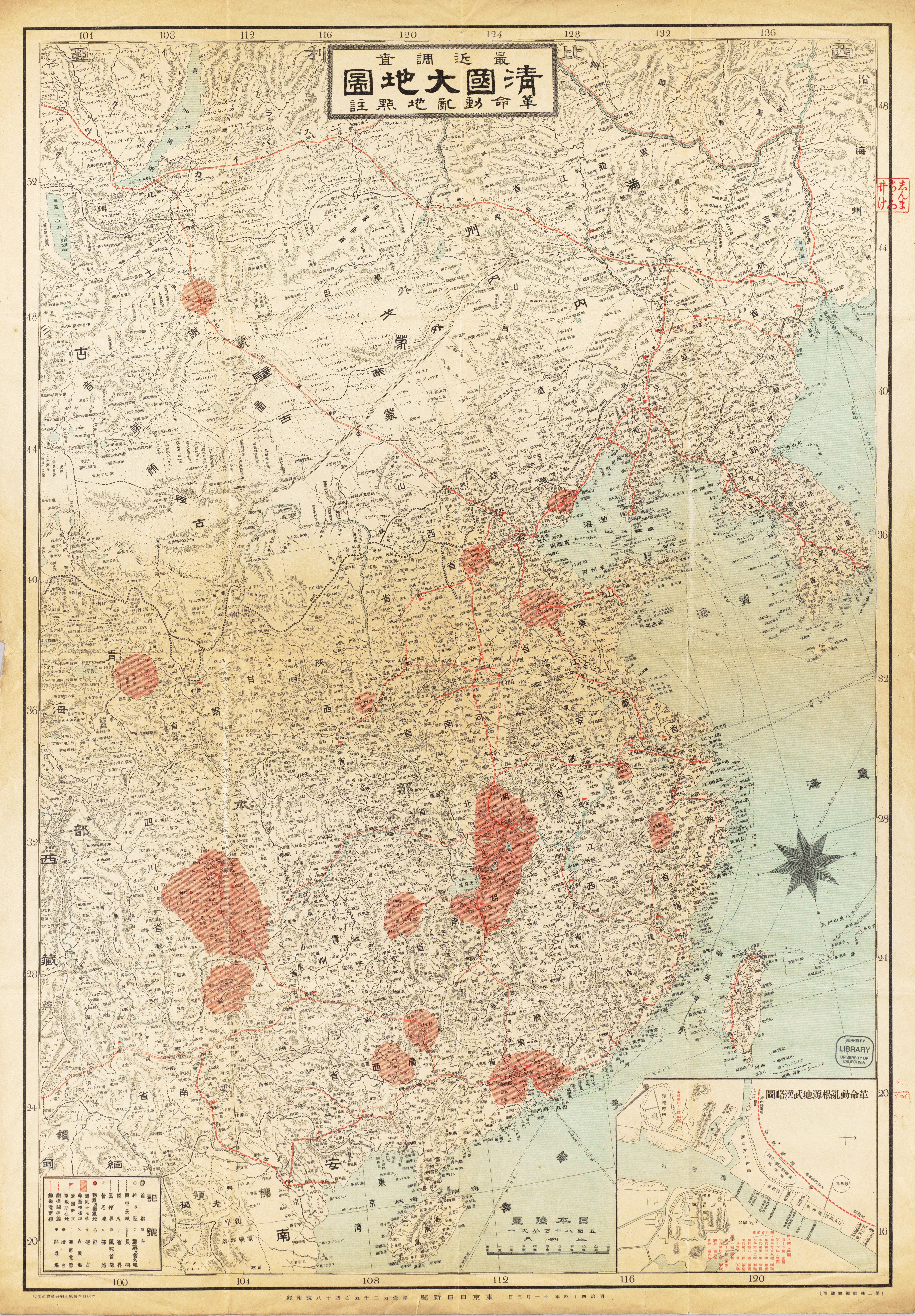
Bản đồ các cuộc khởi nghĩa trong Cách mạng Tân Hợi

Sau thành công của cuộc nổi dậy Vũ Xương, nhiều cuộc biểu tình khác đã xảy ra trên khắp đất nước vì nhiều lý do. Một số cuộc nổi dậy tuyên bố quang phục (光復) do người Hán cai trị. Các cuộc nổi dậy khác là một bước tiến tới độc lập, và một số là các cuộc biểu tình hoặc nổi loạn chống lại chính quyền địa phương. Bất kể lý do dẫn đến khởi nghĩa là gì nhưng kết quả là tất cả các tỉnh đã từ bỏ nhà Thanh và gia nhập Trung Hoa Dân Quốc.

### Quang phục Trường Sa
Vào ngày 22 tháng 10 năm 1911, Đồng Minh hội Hồ Nam lãnh đạo bởi Tiêu Đạt Dịch (焦達嶧) và Trần Tác Tân (陳作新). Quân cách mạng là nhóm vũ trang, bao gồm một phần của quân cách mạng từ Hồng Giang và một phần là các đơn vị Tân quân  đào ngũ, trong một cuộc nổi dậy ở Trường Sa. Quân cách mạng chiếm được thành phố và giết chết lãnh đạo quân địa phương nhà Thanh. Sau đó, tuyên bố thành lập "Phủ Đô đốc quân Hồ Bắc Chính phủ quân Trung Hoa Dân Quốc" (中华民国军政府湖南都督府) và tuyên bố phản Thanh.

### Khởi nghĩa Thiểm Tây
Cùng ngày, Đồng Minh hội Thiểm Tây lãnh đạo bởi Cảnh Định Thành (景定成), Tiền Đỉnh (錢鼎) và Tỉnh Vật Mạc (井勿幕) và một số người khác trong Ca Lão hội, đã phát động một cuộc nổi dậy và chiếm giữ Tây An sau hai ngày chiến đấu. Cộng đồng người Hồi theo Hồi giáo (người Hồi Hồi) bị chia rẽ vì ủng hộ cách mạng. Những người Hồi Hồi ở Thiểm Tây đã ủng hộ những người cách mạng và những người Hồi Hồi ở Cam Túc ủng hộ nhà Thanh. người Hồi Hồi bản địa tại Tây An tham gia cùng với quân cách mạng của người Hán trong việc tàn sát người Mãn Châu. Người Hồi Hồi ở Cam Túc lãnh đạo bởi tướng Mã An Lương chỉ huy hai mươi tiểu đoàn người Hồi Hồi bảo vệ nhà Thanh và tấn công Thiểm Tây, do Trương Phượng Hối (張鳳翽) lãnh đạo. Cuộc tấn công đã thành công và sau khi có tin Phổ Nghi sắp thoái vị, Mã đã đồng ý gia nhập Dân Quốc mới.
Các nhà cách mạng đã thành lập "Chính quyền quân Hán quang phục Cam Túc Thiểm Tây" và bầu Trương Phượng Hối, là thành viên Nguyên Nhật Tri hội (原日知會), làm lãnh đạo. Sau khi Tây An bị chiếm vào ngày 24 tháng 10, lực lượng cách mạng đã giết hết tất cả người Mãn trong thành, khoảng 20,000 người Mãn đã bị thảm sát. Nhiều người bảo vệ người Mãn đã tự sát, Văn Thụy (文瑞), Tướng quân thành Tân An, đã nhảy xuống giếng tự sát. Duy nhất một số người Mãn giàu có hối lộ và nữ giới người Mãn sống sót nhưng phải quy phục với người Hán cầm quyền. Người Hán giàu có bắt các cô gái người Mãn làm nô lệ và người Hán nghèo hơn thì cũng bắt các cô gái trẻ về làm vợ. Một số bị người Hồi thân dân tộc Hán ở Tây An bắt và cải đạo Hồi cho người Mãn để đồng hóa họ với người Hồi-Hán tại Trung Quốc

### Khởi nghĩa Cửu Giang
Vào ngày 23 tháng 10, Lâm Sâm, Tưởng Quần (蔣群), Sái Huệ (蔡蕙) và thành viên Đồng Minh hội tỉnh Giang Tây đã âm mưu một cuộc nổi dậy của các đơn vị Tân quân. Sau khi giành được chiến thắng, họ tuyên bố độc lập. Chính phủ quân sự Cửu Giang sau đó được thành lập.

### Khởi nghĩa Thái Nguyên Sơn Tây
Ngày 29/10, Diêm Tích Sơn của Tân quân lãnh đạo khởi nghĩa Thái Nguyên, thủ phủ Sơn Tây, cùng Diêu Vĩ Giới (姚以價), Hoàng Quốc Lương (黃國梁), Ôn Thọ Tuyền (溫壽泉), Lý Thành Lâm (李成林), Trương Thụ Xí (張樹幟) và Kiều Hú (喬煦).
Quân cách mạng tấn công Thái Nguyên và giết tất cả người Mãn. Tuần phủ Sơn Tây, Lục Chung Kì (陸鍾琦) bị quân cách mạng giết. Sau đó, họ tuyên bố thành lập Chính phủ quân sự Sơn Tây do Diêm Tích Sơn làm lãnh đạo.

### Khởi nghĩa Trùng Cửu Côn Minh
Ngày 30/10, Lý Căn Nguyên (李根源) Đồng Minh hội Vân Nam gia nhập với Thái Ngạc, La Bội Kim (羅佩金), Đường Kế Nghiêu, và các sĩ quan khác của Tân quân để phát động Khởi nghĩa Trùng Cửu (重九起義). Họ chiếm được Côn Minh vào ngày hôm sau và thành lập Chính phủ quân sự Vân Nam, bầu Thái Ngạc làm lãnh đạo.

### Quang phục Nam Xương
Ngày 31/10, Nam Xương một nhánh của Đồng Minh hội lãnh đạo bởi Tân quân trong một cuộc nổi dậy thành công. Họ thành lập Chính phủ quân sự Giang Tây. Lý Liệt Quân được bầu làm lãnh đạo. Lý tuyên bố Giang Tây độc lập và chống lại quân viễn chinh nhà Thanh do Viên Thế Khải lãnh đạo.

### Khởi nghĩa vũ trang Thượng Hải

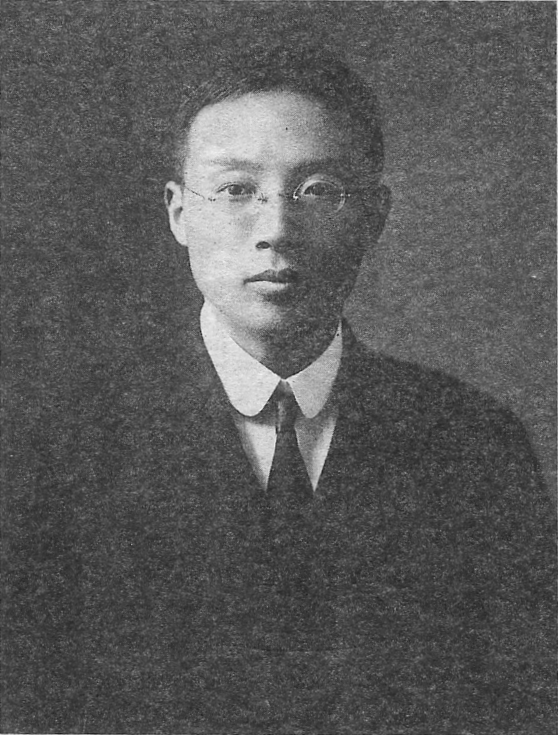
Trần Kỳ Mỹ, lãnh đạo chính quyền quân sự Thượng Hải

Ngày 3/11, Đồng Minh hội Thượng Hải, Quang phục hội và thương gia lãnh đạo bởi Trần Kỳ Mỹ (陳其美), Lý Bình Thư (李平書), Trương Thừa Dửu (張承槱), Lý Anh Thạch (李英石), Lý Tiếp Hòa (李燮和) và Tống Giáo Nhân đã tổ chức một cuộc nổi dậy vũ trang tại Thượng Hải. Họ nhận được sự hỗ trợ của các sĩ quan cảnh sát địa phương. Quân cách mạng chiếm xưởng Giang Nam ngày 4/11 và chiếm Thượng Hải sau đó. Ngày 8/11, thành lập Chính phủ quân sự Thượng Hải và bầu Trần Kỳ Mỹ làm lãnh đạo. Ông trở thành người sáng lập bốn đại gia đình Trung Hoa Dân Quốc sau này.

### Khởi nghĩa Quý Châu
Ngày 4/11, Trương Bách Lân (張百麟) của đảng cách mạng ở Quý Châu đã lãnh đạo một cuộc nổi dậy cùng với các đơn vị Tân quân và học viên từ học viện quân sự. Họ ngay lập tức chiếm được Quý Dương và thành lập Chính phủ quân sự Đại Hán Quý Châu, bầu Dương Tẫn Thành (楊藎誠) và Triệu Đức Toàn (趙德全) là lãnh đạo và phó lãnh đạo.

### Khởi nghĩa Chiết Giang
Ngày 4/11, các nhà cách mạng ở Chiết Giang kêu gọi các đơn vị Tân quân ở Hàng Châu phát động một cuộc nổi dậy. Chu Thụy (朱瑞), Ngô Tứ Dự (吳思豫), Lã Công Vọng (吕公望) và những người khác của Tân quân đã chiếm được xưởng chế tạo vật tư quân sự. Lực lượng khác, lãnh đạo bởi Tưởng Giới Thạch và Doãn Duệ Chí (尹銳志), đã chiếm được hầu hết các cơ quan chính quyền. Cuối cùng, Hàng Châu nằm dưới sự kiểm soát của các nhà cách mạng, và nhà lập hiến Thang Thọ Tiềm (湯壽潛) được bầu làm lãnh đạo.

### Quang phục Giang Tô
Ngày 5/11, các nhà lập hiến và thượng lưu Giang Tô đã thúc giục Trình Đức Toàn (程德全) tuyên bố độc lập và thành lập Chính phủ Quân sự Cách mạng Giang Tô do ông lãnh đạo. Không giống như một số thành phố khác, bạo lực chống Mãn Châu bắt đầu sau khi quang phục vào ngày 7 tháng 11 tại Trấn Giang. Tướng quân nhà Thanh Tái Mặc (載穆) đã đồng ý đầu hàng, nhưng vì một sự hiểu lầm, các nhà cách mạng đã không biết rằng sự an toàn của họ được đảm bảo. Khu ở người Mãn bị lục soát, và một số lượng người Mãn không xác định đã bị giết. Tái Mặc, cảm thấy bị phản bội, đã tự sát. Đây được coi là cuộc nổi dậy Trấn Giang (鎮江起義).

### Khởi nghĩa An Huy
Các thành viên của Đồng Minh hội An Huy cũng phát động một cuộc nổi dậy vào ngày hôm đó và bao vây thủ phủ của tỉnh. Các nhà lập hiến đã thuyết phục Chu Gia Bảo (朱家寶), Tuần phủ An Huy, tuyên bố độc lập.

### Khởi nghĩa Quảng Tây
Ngày 7/11, chính quyền Quảng Tây quyết định ly khai khỏi chính quyền nhà Thanh, tuyên bố độc lập. Tuần phủ Thẩm Bỉnh Khôn (沈秉堃) được phép giữ nguyên chức, nhưng Lục Vinh Đình sau đó trở thành lãnh đạo mới. Lục Vinh Đình sau đó cũng trở thành lãnh đạo quân phiệt Quảng Tây trong thời gian dài. Dưới sự lãnh đạo của Hoàng Thiệu Hoành, sinh viên luật Bạch Sùng Hyđã gia nhập vào một đơn vị Dám chết để chiến đấu như một nhà cách mạng.

### Phúc Kiến độc lập

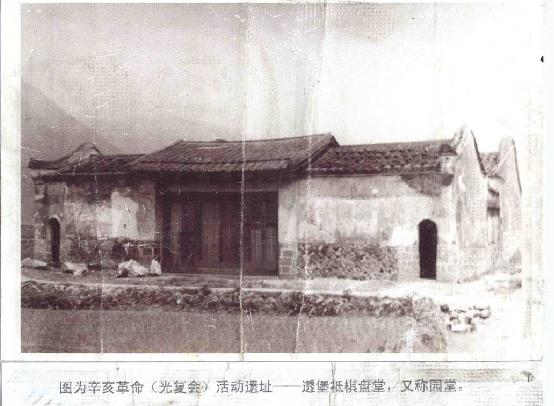
Căn nhà Quang phục hội chiếm giữ tại Liên Giang, Phúc Châu

Vào tháng 11, các thành viên của nhánh Đồng Minh hội Phúc Kiến, cùng với Tôn Đạo Nhân (孫道仁) của Tân quân, đã phát động một cuộc nổi dậy chống lại quân đội nhà Thanh. Tổng đốc Tông Thọ (松壽), đã tự sát. Vào ngày 11 tháng 11, toàn bộ tỉnh Phúc Kiến tuyên bố độc lập. Chính phủ quân sự Phúc Kiến được thành lập và Tôn Đạo Nhân được bầu làm lãnh đạo.

### Quảng Đông độc lập
Gần cuối tháng 10, Trần Quýnh Minh, Đặng Khanh (鄧鏗), Bành Thụy Hải (彭瑞海) và các thành viên khác của Đồng Minh hội Quảng Đông đã tổ chức dân quân địa phương để phát động cuộc nổi dậy ở Hóa Châu, Nam Hải, Thuận Đức và Tam Thủy ở tỉnh Quảng Đông. Ngày 8/11, sau khi được Hồ Hán Dân, Tướng quân Lý Chuẩn (李準) và Long Tể Quang (龍濟光) thuộc Hải quân Quảng Đông ủng hộ cách mạng. Tổng đốc Lưỡng Quảng Trương Minh Kì (張鳴岐), bị buộc phải thảo luận với các đại diện địa phương một đề nghị đòi độc lập của Quảng Đông. Quyết định công bố vào ngày hôm sau. Trần Quýnh Minh sau đó chiếm được Huệ Châu. Vào ngày 9 tháng 11, Quảng Đông tuyên bố độc lập và thành lập một chính phủ quân sự. Họ đã bầu Hồ Hán Dân và Trần Quýnh Minh làm lãnh đạo và phó lãnh đạo. Khâu Phùng Giáp được biết là đã giúp cho tuyên bố độc lập trở nên hòa bình hơn.

### Sơn Đông độc lập
Ngày 13/11, sau khi được thuyết phục bởi nhà cách mạng Đinh Duy Phần (丁惟汾) và một số sĩ quan khác của Tân quân, Tuần phủ Sơn Đông, Tôn Bảo Kỳ, đã đồng ý ly khai khỏi chính quyền nhà Thanh và tuyên bố Sơn Đông độc lập.

### Khởi nghĩa Ninh Hạ
Ngày 17/11, Đồng Minh hội Ninh Hạ phát động Khởi nghĩa Hội đảng Ninh Hạ (寧夏會黨起義).  Các nhà cách mạng đã phái Vu Hữu Nhậm tới Trương Gia Xuyên để gặp lãnh đạo người Đông Can Mã Nguyên Chương để thuyết phục ông không ủng hộ nhà Thanh. Tuy nhiên, Mã không muốn gây nguy hiểm cho mối quan hệ của mình với nhà Thanh. Ông đã phái dân quân Hồi giáo Cam Túc phía đông dưới sự chỉ huy của một trong những người con trai của ông để giúp Mã Kì tiêu diệt Ca Lão hội Ninh Hạ. Tuy nhiên, Chính phủ quân sự cách mạng Ninh Hạ được thành lập vào ngày 23 tháng 11. Một số nhà cách mạng tham gia bao gồm Hoàng Việt (黃鉞) và Hướng Sân (向燊), những người tập hợp lực lượng Tân quân tại Tần Châu (秦州).

### Tứ Xuyên độc lập
Vào ngày 21 tháng 11, tại Quảng An tổ chức Chính quyền Quân sự Bắc Thục Đại Hán.
Ngày 22/11, Thành Đô và Tứ Xuyên bắt đầu tuyên bố độc lập. Đến ngày 27, Chính phủ quân sự Đại Hán Tứ Xuyên được thành lập, đứng đầu là nhà cách mạng Bồ Điện Tuấn (蒲殿俊). Tướng nhà Thanh Doãn Phương (端方) đã bị giết.

### Khởi nghĩa Nam Kinh

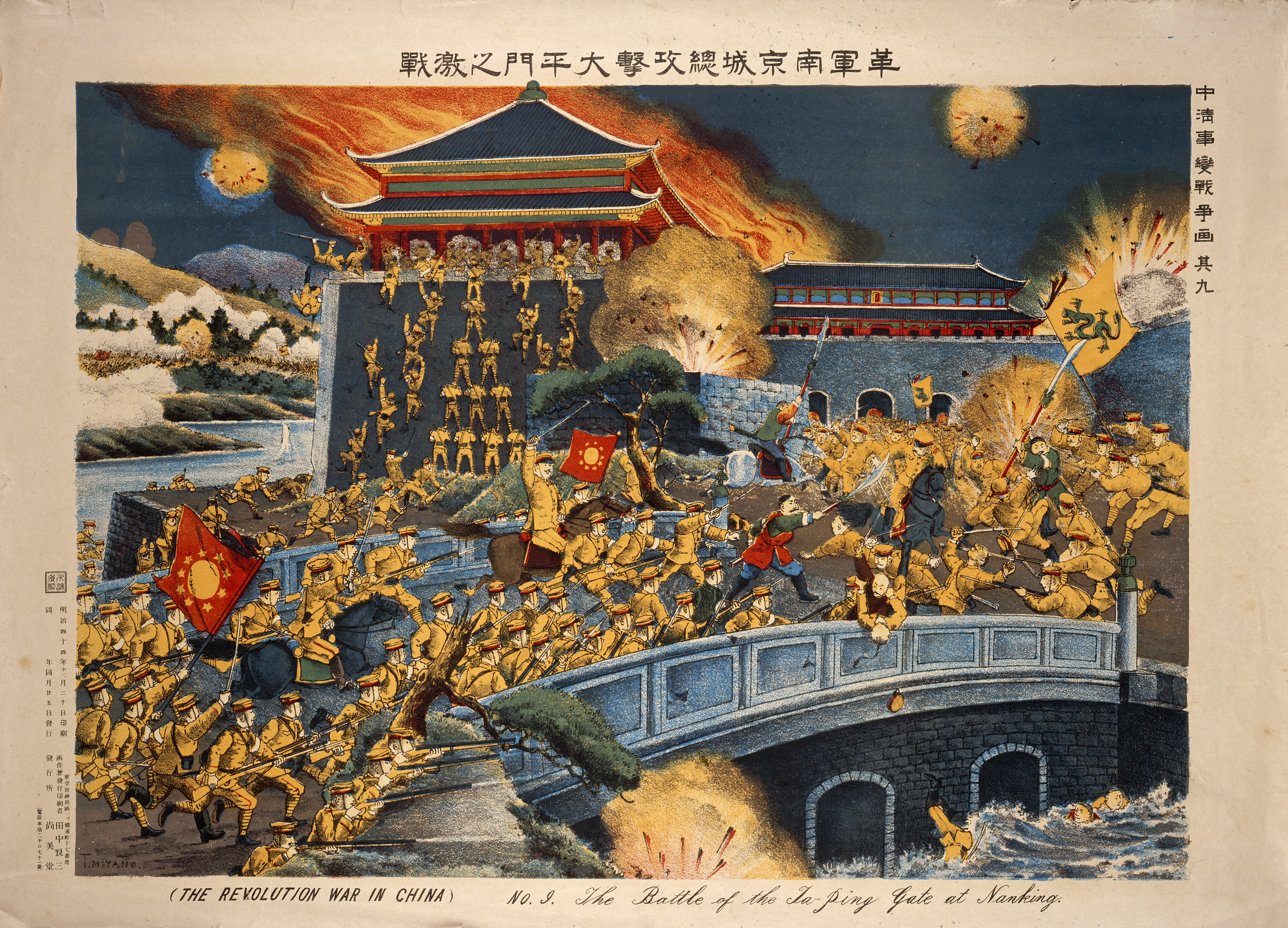
Trận chiến Đại Bình môn tại Nam Kinh năm 1911. Vẽ bởi T. Miyano.

Vào ngày 8 tháng 11, được hỗ trợ bởi lãnh đạo phe cách mạng là Trung Hoa Đồng Minh hội của người Hán Trung Quốc, Từ Thiệu Trinh (徐紹楨) của Tân quân tuyên bố khởi nghĩa Mạt Lăng quan (秣陵關), cách 30 km từ Nam Kinh. Từ Thiệu Trinh, Trần Kỳ Mỹ và các tướng lĩnh khác quyết định thành lập một đội quân thống nhất do Từ chỉ huy để tấn công Nam Kinh cùng nhau. Vào ngày 11 tháng 11, trụ sở quân đội thống nhất được thành lập tại Trấn Giang. Từ ngày 24 tháng 11 đến ngày 1 tháng 12, dưới sự chỉ huy của Từ, quân đội thống nhất đã chiếm được Ô Long Sơn (烏龍山), Mạc Phủ Sơn (幕府山), Vũ Hoa Đài (雨花臺), Thiên Bảo thành (天保城) và nhiều thành trì khác của quân Thanh. Vào ngày 2 tháng 12, Thành phố Nam Kinh đã bị những người cách mạng chiếm giữ sau Trận chiến Nam Kinh năm 1911 Vào ngày 3 tháng 12, một nhà cách mạng có tên là Su Liangbi đã chỉ huy quân cách mạng thảm sát người Mãn ở tại đây..

### Tây Tạng độc lập
Năm 1905, nhà Thanh phái Triệu Nhĩ Phong đến Tây Tạng để dẹp loạn. Năm 1908, Triệu được bổ nhiệm làm Đại thần Biện sự Trú Tạng tại Lhasa. Triệu bị chém đầu tháng 12/1911 bởi phe thân Dân Quốc. Phần lớn diện tích được biết đến trong lịch sử là Kham nay tuyên bố là Tây Khang, được tạo ra bởi các nhà cách mạng Dân Quốc. Cuối năm 1912, quân Thanh lưu vong mất nước mất chế độ cuối cùng bị buộc rời khỏi Tây Tạng qua Ấn Độ. Thubten Gyatso, Dalai Lama thứ 13, trở về Tây Tạng vào tháng 1 năm 1913 từ Sikkim, nơi ông đang ở. Khi chính phủ Trung Hoa Dân Quốc mới xin lỗi về hành động của nhà Thanh và đề nghị khôi phục Đức Đạt Lai Lạt Ma về vị trí cũ của mình, ông trả lời rằng ông không quan tâm đến Trung Quốc, rằng Tây Tạng chưa bao giờ phụ thuộc vào Trung Quốc, rằng Tây Tạng là một quốc gia độc lập, và ông đang đảm nhận vai trò lãnh đạo tinh thần và chính trị của Tây Tạng. Vì điều này, nhiều người coi đây như một tuyên bố độc lập chính thức. Phía Trung Quốc không phản ứng và Tây Tạng đã có ba mươi năm không có sự can thiệp từ Trung Quốc trước khi bị Trung Quốc tiêu diệt 1951.

### Mông Cổ độc lập (Trung Quốc công nhận từ sau năm 1949)
Vào cuối năm 1911, người Mông Cổ(Ngoại Mông)đã hành động với một cuộc nổi dậy vũ trang chống lại chính quyền Mãn Châu nhưng nỗ lực này không thành công. Phong trào độc lập diễn ra không chỉ giới hạn ở Bắc (ngoại Mông) Mông Cổ mà còn là một hiện tượng toàn Mông Cổ. Ngày 29/12/1911, Bogd Khan trở thành lãnh đạo đế chế Mông Cổ. Nội Mông trở thành khu vực tranh chấp giữa Khan và Dân Quốc rồi Nội Mông quyết định vẫn ở lại Trung Quốc cho đến ngày nay. Nga ủng hộ nền độc lập của Ngoại Mông (bao gồm cả vùng khác là Tannu Uriankhai nhưng nó nay thuộc nước thứ 3) trong thời kỳ Cách mạng Tân Hợi.
Tây Tạng và Mông Cổ sau đó công nhận nhau trong một hiệp ước. Vùng lãnh thổ Tây Tạng (Trung Quốc) sau đó đã tái sáp nhập trở lại vào Trung Quốc của chế độ mới năm 1951, trong khi nước Mông Cổ vẫn độc lập khỏi Trung Quốc đến ngày nay (Trung Quốc cũng công nhận Mông Cổ độc lập từ 1949 đến nay).

### Khởi nghĩa Địch Hóa và Y Lê
Tại Tân Cương vào ngày 28 tháng 12, Lưu Tiên Tuấn (劉先俊) và những người cách mạng bắt đầu cuộc nổi dậy Địch Hóa (迪化起義). Khởi nghĩa do hơn 100 thành viên Ca Lão hội chỉ huy. Khởi nghĩa thất bại. Vào ngày 7 tháng 1 năm 1912, Cuộc nổi dậy Y Lê (伊犁起義) với Phùng Đặc Dân (馮特民) bắt đầu. Tuần phủ Viên Đại Hóa (袁大化) đã bỏ trốn và trao quyền cho Dương Tăng Tân, vì ông không thể chống lại những người cách mạng.
Sáng 8 tháng 1, một chính phủ Y Lê mới được thành lập bởi quân cách mạng, nhưng quân cách mạng thất bại tại Tinh Hà trong tháng 1 và tháng 2. Cuối cùng vì sự thoái vị của Phổ Nghi, Viên Thế Khải đã công nhận sự cai trị của Dương Tăng Tân, bổ nhiệm ông làm Thống đốc Tân Cương và đưa tỉnh này gia nhập Dân Quốc. Nhiều vụ ám sát quan triều Thanh trong tháng 4 và tháng 5/1912.
Quân cách mạng đã in bức hình đa ngôn ngữ mới.

### Khởi nghĩa Đài Loan
Năm 1911 như một phần của Cách mạng Tân Hợi Đồng Minh hội đã gửi La Phúc Tinh (羅福星) tới Đài Loan để giải phóng khỏi sự chiếm đóng của Nhật Bản. Mục tiêu là đưa đảo Đài Loan trở lại Trung Hoa Dân Quốc bằng cách kích động Khởi nghĩa Đài Loan (台灣起義). La bị bắt và giết vào ngày 3 tháng 3 năm 1914. Còn được gọi " Sự kiện Miêu Lật" (苗栗事件) nơi có hơn 1,000 người Đài bị cảnh binh Nhật xử tử. Sự hy sinh của La được tưởng niệm ở Miêu Lật.

## Thay đổi chính quyền

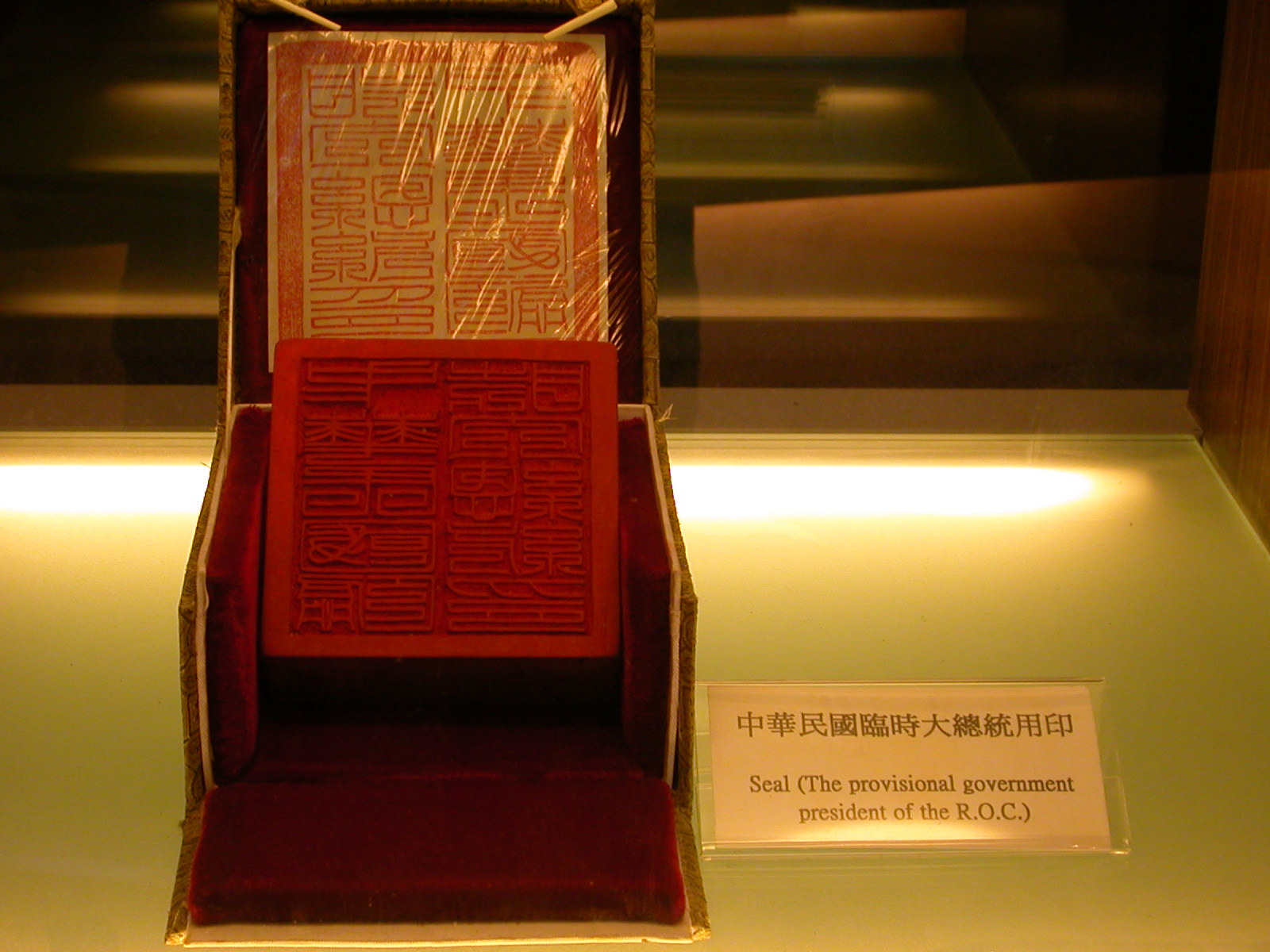
Con dấu Đại Tổng thống Chính phủ Lâm thời Trung Hoa Dân Quốc

### Nhà Thanh
Ở phương Bắc, triều đình nhà Thanh cố gắng cải tổ nhưng thất bại rồi sụp đổ do sự phản bội của tướng Viên Thế Khải
Vào ngày 1 tháng 11 năm 1911, chính quyền nhà Thanh bổ nhiệm Viên Thế Khải làm Tổng lý nội các đế quốc, thay thế cho Dịch Khuông. Vào ngày 03 tháng 11, sau khi một đề xuất bởi Sầm Xuân Huyên từ Phong trào Quân chủ lập hiến (立憲運動), năm 1903, triều đình nhà Thanh đã thông qua Mười chín điều Quan trọng Tuân thủ Hiến pháp (憲法重大信條十九條), biến nhà Thanh từ một chế độ quân chủ chuyên chế với hoàng đế có quyền lực vô hạn thành một chế độ quân chủ lập hiến. Vào ngày 9 tháng 11, Hoàng Hưng gửi điện tín cho Viên và mời gia nhập Dân Quốc. Cải tổ của triều đinh đã quá muộn và hoàng đế sắp phải thoái vị.

### Chính phủ Cách mạng
Ở phía Nam, Chính phủ Nam Kinh non kém được thành lập trong bối cảnh phức tạp, khó khăn rồi buộc phải thông đồng với Viên Thế Khải của Chính phủ Đế quốc Đại Thanh để lật đổ nhà Thanh
Vào ngày 28 tháng 11 năm 1911, Vũ Xương và Hán Dương đã bị quân Thanh chiếm. Vì vậy, để an toàn, các nhà cách mạng đã triệu tập hội nghị đầu tiên của họ tại Tô giới Anh ở Hán Khẩu vào ngày 30 tháng 11. Đến ngày 2 tháng 12, các lực lượng cách mạng đã chiếm được Nam Kinh sau khởi nghĩa; và quyết định biến nó thành căn cứ của chính phủ lâm thời mới.

### Hội nghị Bắc Nam

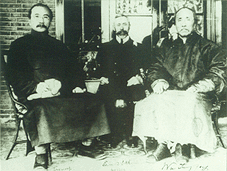
Đường Thiệu Nghi, trái. Edward Selby Little, giữa. Ngũ Đình Phương, phải. (Hội nghị Bắc Nam, Thượng Hải, tháng 12 năm 1911)

Vào ngày 18 tháng 12, Hội nghị Nam Bắc (南北議和) đã được tổ chức tại Thượng Hải để thảo luận về các vấn đề phía bắc và phía nam. Viên chọn Đường Thiệu Nghi làm đại diện nhà Thanh. Đường rời Bắc Kinh đến Vũ Hán để đàm phán với các nhà cách mạng. Các nhà cách mạng đã chọn Ngũ Đình Phương. Với sự can thiệp của sáu cường quốc nước ngoài, Vương quốc Anh, Hoa Kỳ, Đức, Nga, Nhật Bản và Pháp, Đường và Ngũ bắt đầu đàm phán trong tô giới Anh. Doanh nhân nước ngoài người Anh là Edward Selby Little (李德立) đã đóng vai trò là người đàm phán trung gian và tạo điều kiện cho thỏa thuận hòa bình. Họ đồng ý rằng Viên sẽ buộc hoàng đế nhà Thanh thoái vị để đổi lấy sự ủng hộ của các tỉnh miền Nam đối với Viên với tư cách là Đại tổng thống Dân Quốc. Sau khi xem xét khả năng nước dân quốc mới có thể bị đánh bại trong cuộc nội chiến hoặc do ngoại xâm, Tôn Trung Sơn đã đồng ý với đề xuất của Viên về việc tái thống nhất Trung Quốc dưới chính quyền Bắc Kinh do Viên lãnh đạo. Các quyết định tiếp theo được đưa ra để cho hoàng đế cai trị tiểu triều đình của mình trong Cung điện mùa hè. Ông sẽ được đối xử như một nguyên thủ của một quốc gia riêng biệt và có chi phí vài triệu lượng bạc.

## Thành lập Dân Quốc

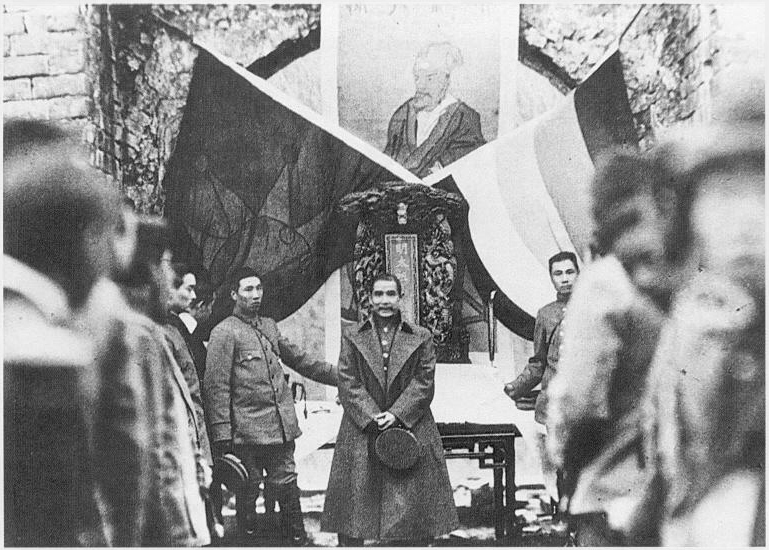
Tôn Dật Tiên năm 1912 trong cuộc họp dưới hai là cờ Ngũ tộc cộng hòa và Thiết huyết Thập bát Tinh kỳ

### Trung Hoa Dân Quốc công bố và vấn đề quốc kỳ
Vào ngày 29 tháng 12 năm 1911, Tôn Trung Sơn được bầu làm Đại Tổng thống đầu tiên. Ngày 1 tháng 1 năm 1912 được coi là ngày đầu tiên Năm thứ nhất của Trung Hoa Dân Quốc. Vào ngày 3 tháng 1, các đại diện đã đề nghị Lê Nguyên Hồng làm phó Tổng thống lâm thời.
Trong và sau Cách mạng Tân Hợi, nhiều nhóm tham gia muốn kỳ hiệu riêng của họ là quốc kỳ. Trong cuộc nổi dậy Vũ Xương, các đơn vị quân đội Vũ Xương muốn Cửu tinh Thái cực kỳ  làm quốc kỳ. Các bên khác tranh chấp gồm Cờ Thanh Thiên Bạch Nhật của Lục Hạo Đông. Hoàng Hưng ủng hộ một lá cờ mang thần thoại nông nghiệp. Cuối cùng, hội nghị đã thỏa hiệp: quốc kỳ sẽ là Ngũ tộc cộng hòa. Ngũ tộc Cộng hòa là năm dân tộc lớn của Dân Quốc. người Hán (đỏ), người Mãn Châu (vàng), người Mông Cổ (xanh), người Hồi (tức người Hồi giáo) (trắng) và người Tây Tạng (đen). Tuy cuộc cách mạng chống Mãn Châu, nhưng Tôn Dật Tiên, Tống Giáo Nhân và Hoàng Hưng đã nhất trí ủng hộ việc đoàn kết dân tộc được thực hiện từ lục địa đến biên giới.

### Xô xát Đông Hoa môn
Ngày 16/1, khi trở về dinh thự, Viên Thế Khải đã bị tấn công bắng bom bởi Đồng Minh hội tại Đông Hoa môn (東華門), Bắc Kinh. Có khoảng mười lính canh đã chết, nhưng bản thân Viên không bị thương. Viên đã gửi một điện tín cho lực lượng cách mạng vào ngày hôm sau cam kết sự ủng hộ và yêu cầu họ không tổ chức thêm bất kỳ nỗ lực ám sát nào.

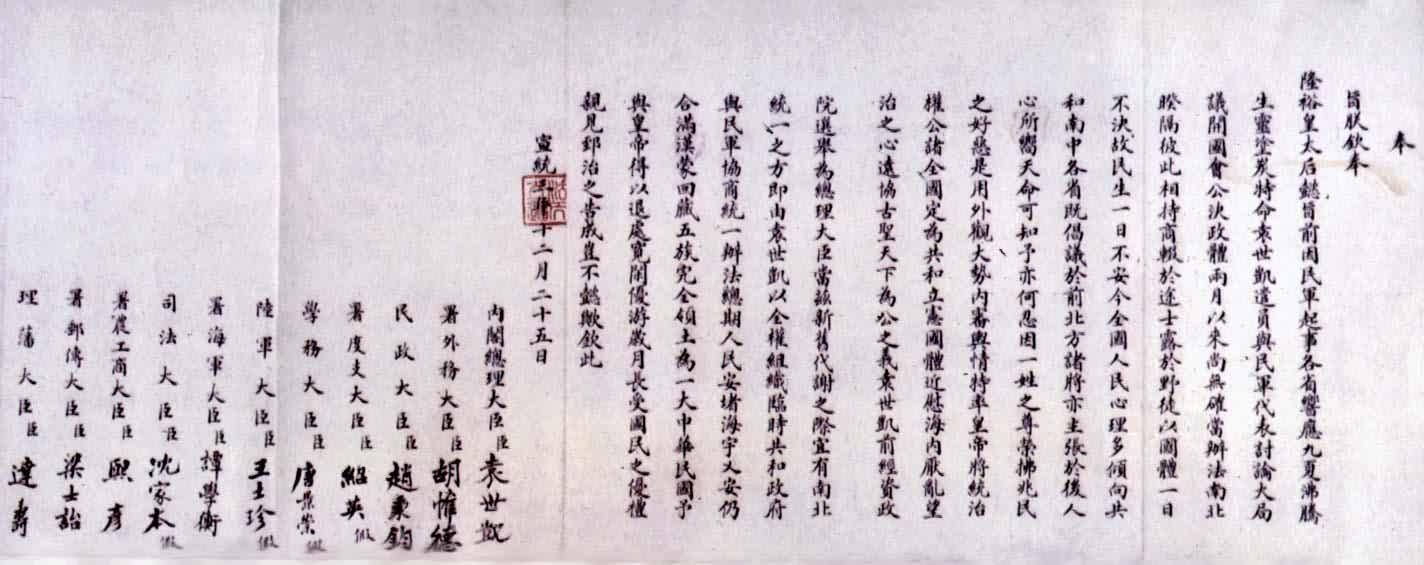
Chỉ dụ thoái vị của Hoàng đế

### Hoàng đế thoái vị
Trương Kiển soạn thảo một chỉ dụ thoái vị và đã được Thượng viện lâm thời phê chuẩn. Ngày 20/1, Ngũ Đình Phương đại diện Chính phủ Lâm thời Nam Kinh đã gửi chỉ dụ thoái vị của Phổ Nghi cho Viên. Ngày 22/1, Tôn Trung Sơn tuyên bố sẽ từ chức Đại Tổng thống nếu Viên ủng hộ việc Hoàng đế thoái vị. Viên sau đó gâp áp lực cho Long Dụ Hoàng thái hậu với mối đe dọa rằng cuộc sống của hoàng gia sẽ không được đảm bảo nếu sự thoái vị không xảy ra trước khi lực lượng cách mạng đến Bắc Kinh, nhưng nếu họ đồng ý thoái vị, chính phủ lâm thời sẽ tôn trọng các điều khoản do hoàng gia đề xuất.
Ngày 3/2, Thái hậu Long Dụ đã cho Viên toàn quyền đàm phán các điều khoản thoái vị của hoàng đế nhà Thanh. Viên sau đó đã đưa ra phiên bản của riêng mình và chuyển tiếp cho các nhà cách mạng vào ngày 3 tháng 2. Phiên bản của ông có ba phần thay vì hai phần như trước đó. Vào ngày 12 tháng 2 năm 1912, sau khi bị Viên và Nội các gây áp lực, Phổ Nghi (sáu tuổi) và Thái hậu Long Dụ đã chấp nhận các điều khoản thoái vị của Viên.

### Lựa chọn Thủ đô
Như một điều kiện để nhường lại quyền lãnh đạo cho Viên Thế Khải, Tôn Trung Sơn khẳng định rằng chính phủ lâm thời vẫn ở Nam Kinh. Ngày 14/2, Thượng viện lâm thời đã bỏ phiếu, kết quả 20 phiếu lựa chọn Bắc Kinh, 5 phiếu chọn Nam Kinh, 2 phiếu chọn Vũ Hán và 1 phiếu chọn Thiên Tân. Đa số Thượng viện muốn bảo đảm thỏa thuận hòa bình bằng cách đưa chính quyền về Bắc Kinh. Trương Kiển và những người khác lập luận rằng việc thủ đô ở Bắc Kinh sẽ giám sát việc nổi dậy người Mãn và Mông Cổ ly khai. Nhưng Tôn và Hoàng Hưng đã ủng hộ Nam Kinh để cân bằng với cơ sở quyền lực của Viên ở phía bắc. Lê Nguyên Hồng lựa chọn Vũ Hán như vai trò trung lập. Ngày hôm sau, Thượng viện lâm thời đã bỏ phiếu một lần nữa, lần này, 19-6 ủng hộ Nam Kinh với 2 phiếu bầu cho Vũ Hán. Tôn cử Thái Nguyên Bồi và Uông Tinh Vệ thuyết phục Viên chuyển về Nam Kinh. Viên chào đón phái đoàn và đồng ý cùng các đại biểu trở lại miền nam. Sau đó vào tối ngày 29 tháng 2, bạo loạn và hỏa hoạn đã nổ ra khắp thành phố Bắc Kinh. Được cho là bắt đầu bởi quân đội bất tuân của Tào Côn, sĩ quan trung thành với Viên. Sự rối loạn đã cho Viên cái cớ ở lại phía bắc để bảo vệ chống lại tình trạng bất ổn. Vào ngày 10 tháng 3, Viên nhậm chức tại Bắc Kinh với tư cách là Đại Tổng thống lâm thời Trung Hoa Dân Quốc. Vào ngày 5 tháng 4, Thượng viện lâm thời ở Nam Kinh đã bỏ phiếu đưa Bắc Kinh thành thủ đô của Dân quốc và sẽ triệu tập tại Bắc Kinh vào cuối tháng.

## Chính phủ Bắc Dương

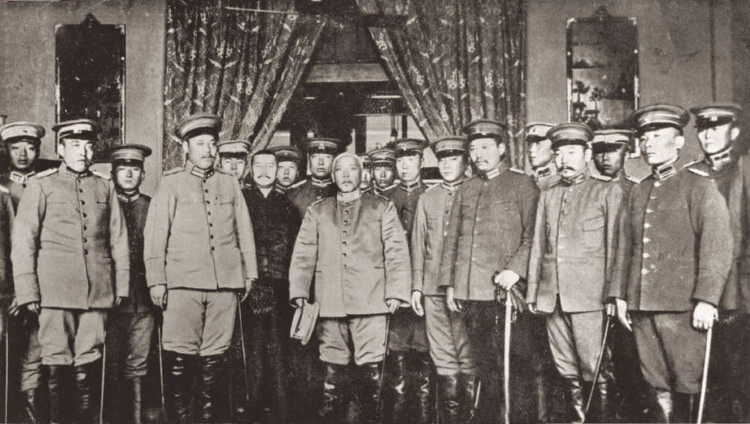
Viên Thế Khải nhậm chức Đại Tổng thống Chính phủ lâm thời Trung Hoa Dân Quốc tại Bắc Kinh

Vào ngày 10 tháng 3 năm 1912, Viên Thế Khải tuyên thệ nhậm chức Đại Tổng thống lâm thời thứ hai của Trung Hoa Dân Quốc tại Bắc Kinh. Chính phủ đóng tại Bắc Kinh, được gọi là Chính phủ Bắc Dương, không được quốc tế công nhận là chính phủ hợp pháp của Trung Hoa Dân Quốc cho đến năm 1928, vì vậy giai đoạn từ 1912 đến 1928 được gọi đơn giản là "Thời kỳ Bắc Dương". Cuộc bầu cử Quốc hội đầu tiên diễn ra theo Hiến pháp lâm thời. Tại Bắc Kinh, Quốc dân đảng được thành lập vào ngày 25 tháng 8 năm 1912. Quốc dân đảng chiếm đa số ghế sau cuộc bầu cử. Tống Giáo Nhân được bầu làm Thủ tướng. Tuy nhiên, Tống bị ám sát tại Thượng Hải vào ngày 20 tháng 3 năm 1913, theo lệnh bí mật của Viên.

## Sau Cách mạng Tân Hợi
Sau khi Thủ tướng (Quan đại thần Tổng lý nội các) Viên Thế Khải lên làm Đại tổng thống sau khi lật đổ nhà Thanh với việc ép vua Thanh thoái vị 12/2/1912, tuy phái cách mạng không hoàn toàn bị loại bỏ, nhưng những chức vụ chủ chốt trong chính quyền đều vào tay phe của Viên. Theo sử liệu thì đây là chính quyền mà ngoài thì treo chiêu bài xây dựng và duy trì "Trung Hoa Dân quốc"; nhưng bên trong thực chất là băng đảng của Viên cấu kết với đế quốc chống phá lại phái cách mạng quốc gia theo tinh thần cộng hòa, chủ nghĩa Tam dân của Tôn Trung Sơn cùng nhân dân Trung Quốc .
Tháng 8 năm đó, với ý định thông qua Quốc hội, sẽ hạn chế quyền lực của Viên Thế Khải, Đồng Minh hội cải tổ thành Quốc dân đảng. Trước tình trạng Quốc dân đảng chiếm đa số ghế trong Quốc hội, để đối phó, Viên Thế Khải bèn gấp rút cho bổ sung quân, đồng thời không đợi Quốc hội thông qua, Viên ký giấy vay Ngân hàng đoàn (đây là ngân hàng 5 nước, gồm Anh, Pháp, Đức, Nhật, Nga) một số tiền 25 triệu bảng Anh để tiến hành cuộc đối đầu mới. Số tiền này phải trả trong 47 năm bằng thuế muối.
Quốc dân đảng phản đối kịch liệt. Các tướng lĩnh thuộc đảng này bèn khởi binh chống lại, nhưng đều thất bại vì ít quân và vì Viên Thế Khải đã bố trí lực lượng từ trước. Cuộc xung đột này chỉ kéo dài không đầy hai tháng. Sau đó, Viên Thế Khải bắt Quốc hội thừa nhận ông là Đại tổng thống chính thức (Lê Nguyên Hồng làm phó). Và để bảo đảm địa vị của mình, tháng 11 năm 1913, Viên ra lệnh trục xuất các nghị viên thuộc Quốc dân đảng ra khỏi Quốc hội.
Đầu năm 1914, Viên Thế Khải giải tán luôn Quốc hội. Không lâu sau, ông hủy bỏ luôn Ước pháp lâm thời rồi cho xây dựng một nền thống trị "độc tài của tập đoàn quan liêu, quân phiệt và đại địa chủ tư bản". Các thế lực Viên Thế Khải sau cùng vẫn bị lật đổ sau cái chết đột ngột của Viên, nhưng sau đó Trung Quốc liên tục trải qua các cuộc nội chiến và nội loạn.

## Nhận xét sơ lược
Như đã giới thiệu ở phần mở đầu, Cách mạng Tân Hợi là cuộc cách mạng dân chủ tư sản, do những người trí thức cấp tiến trong giai cấp tư sản và tiểu tư sản lãnh đạo, đã lật đổ triều đại Mãn Thanh, chấm dứt chế độ quân chủ chuyên chế tồn tại lâu đời ở Trung Quốc, mở đường cho chủ nghĩa tư bản và chủ nghĩa tự do phát triển, có ảnh hưởng nhất định đối với cuộc đấu tranh giải phóng dân tộc ở một số nước Châu Á (trong đó có Việt Nam).
Song, cuộc cách mạng này bộc lộ một số mặt hạn chế, đó là: 
- Không giải quyết được vấn đề ruộng đất cho nông dân, một trong những vấn đề cơ bản của cách mạng. Chính vì vậy, họ không động viên được đông đảo quần chúng nông dân tham gia.
- Không thủ tiêu thực sự giai cấp phong kiến, mà chỉ thỏa hiệp. Việc đem toàn bộ chính quyền cách mạng giao cho Lê Nguyên Hồng, và sau nữa là Viên Thế Khải, là các minh chứng.
- Cuộc cách mạng đã chứng kiến một số vụ trả thù và tàn sát một cách tàn khốc, không thương tiếc của người Hán nhắm vào người Mãn.
- Không dám đụng chạm đến các nước đế quốc xâm lược, tức là không dám đấu tranh giành lại quyền lợi của dân tộc. Để rồi họ câu kết với Viên Thế Khải, giúp Viên củng cố thế lực, quay lại đoạt công và chống phá cách mạng.
- Chính phủ cách mạng không có đủ sức mạnh nên không dám đụng chạm đến các quân phiệt thừa cơ cát cứ tại các địa phương sau khi nhà Thanh sụp đổ. Các quân phiệt này bất tuân chính phủ cách mạng và quay sang đánh lẫn nhau, đẩy Trung Quốc vào thời kỳ nội chiến đẫm máu kéo dài suốt gần 40 năm.

Ngoài ra, các hạt nhân lãnh đạo Đồng Minh hội hãy còn non yếu về mặt đường lối và tổ chức, nên sự phối hợp hãy còn lỏng lẻo, nhiều khi tư tưởng cũng không đồng nhất .

## Sách tham khảo
- Nguyễn Hiến Lê, Sử Trung Quốc (Tập 2 và Tập 3 in chung). Nhà xuất bản Văn hóa, 1997.
- Nguyên Hiến Lê, Lịch sử thế giới (Tập II, chương Cách mạng Tân Hợi). Nhà xuất bản Văn hóa, 1995.
- Phan Khoang, Trung Quốc sử lược. Văn sử học xuất bản, Sài Gòn, 1970.
- Vũ Dương Ninh - Nguyễn Văn Hồng, Lịch sử thế giới cận đại (chương viết về Trung Quốc). Nhà xuất bản Giáo dục, 2008.
- Phổ Nghi, Nửa đời đã qua (hồi ký). Nhà xuất bản Thanh Niên, 2009.
- Nhiều tác giả (Phan Ngọc Liên chủ biên), Lịch sử 11 (nâng cao). Nhà xuất bản Giáo dục, 2007.